# Ház

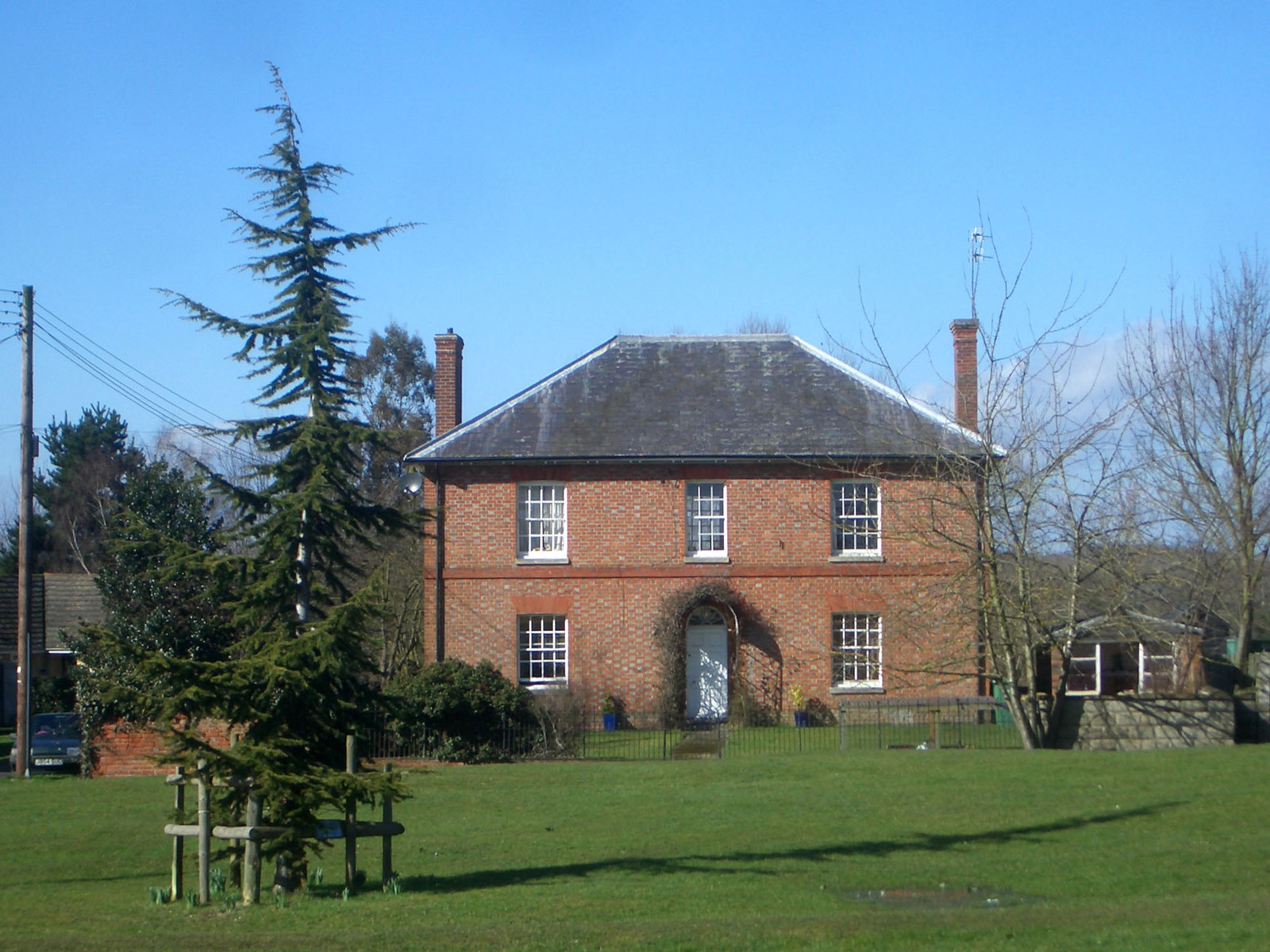
Ház Angliában, Oxford közelében

A ház általában falakkal, tetővel és nyílászárókkal (ablak, ajtó) rendelkező épület, amelynek kubatúrája zárt egységet képez. Olyan épület, amely védelmet nyújt a csapadék, a szél, a szélsőséges hőmérsékletek, valamint az emberek vagy állatok esetleges betolakodása ellen. Belső terét gyakran különféle elnevezésű helyiségekre osztják.
Sok célt szolgálhat: állandó élőhelyet biztosíthat, védi a tulajdont, óvja lakóit a természet viszontagságaitól stb. Építik magán- és közhasználatra is. Van olyan építmény, amely emberi lakhely, mégsem nevezhetjük háznak, ilyen pl. a mongol nemezsátras jurta.
A régi magyar nyelvben a lakószobát háznak, lakóháznak hívták, valamint egy háznak emeletét felső háznak, a templomot pedig Isten házának.

## Története

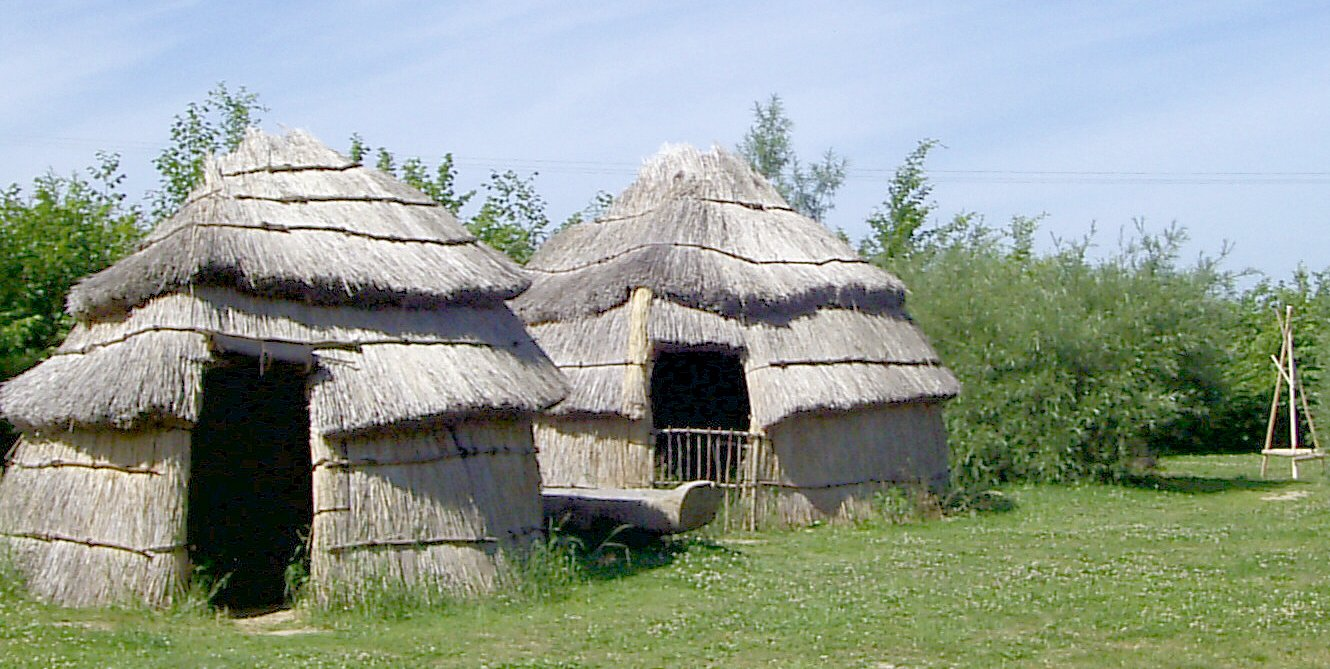
Növényi anyagból épült kunyhók

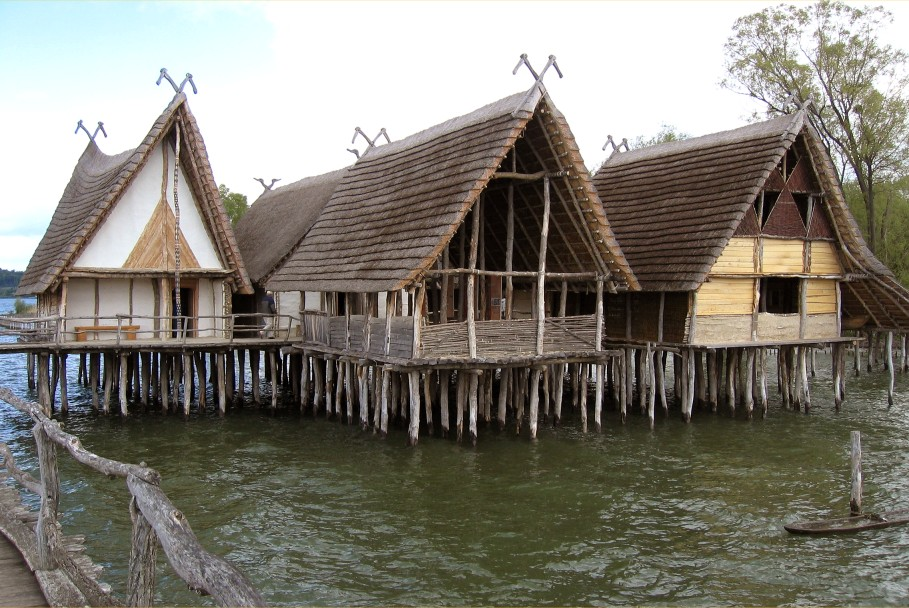
Vízparti, bronzkori falusi házak rekonstrukciója

Az emberiség szinte mindig épített valamilyen hajlékot a maga számára, ami védelemként szolgált a természet viszontagságai ellen. Ez lehetett egy kunyhó, jurta, kalyiba stb.
Az első emberek legkezdetlegesebb lakóhelyeinek fajtájaként a talajba mélyített gödör fölé növényi anyagból emeltek tetőt. Ennél fejlettebb volt a faházak építése, lápos, vízparti vidékeken cölöpépítmények formájában. Északi vidékeken jégtömbökből és bálnák csontvázaiból is építettek ideiglenes vagy állandó primitív házakat. A kőkorszak végén elterjedt épületfajták egyes területeken napjainkig használatban maradtak.
Az ősi ház gyakran egyetlen, hatalmas helyiségből állt, amelyben rendszerint több csoportból álló nagyobb közösség élt együtt. A magyar nyelvben is a ház szó eredetileg a szoba fogalmának felelt meg. A nemzetségi társadalomban a közösségek különálló családokra bomlottak, s így a nagy, közösségi házak helyett a kisebb, különálló házak építése terjedt el. Gyakran favázas építményeket építettek, vagy favesszőből illetve más növényi anyagokból font falú, lombbal, ágakból takart kunyhókat, kőben gazdag vidékeken pedig kőből építkeztek. A vályogépítészet is már legalább 10 ezer éve ismert.
Az ókori Egyiptomban a lakóház csak a nagyobb városokban ért el két emeletnél nagyobb magasságot. A tulajdonképpeni lakás az emeletet foglalta el, míg a földszintet raktárak és szolgalakások számára használták fel. Az épületek anyaga fa és tégla volt. Az emeletbeli nagy fogadóteremhez gyakran külső lépcső vezetett fel az utcáról. A tetők helyét teraszok pótolták, amelyeket könnyű deszkafödél védett meg az eső ellen. A gazdagabb házak padlóját szőnyegek borították, falait stukkó díszítette, mennyezetét festett és aranyozott fagerenda képezte. A nők lakosztályai a legfelsőbb emeletet foglalták el s az utcára néztek; kis ablakaikat talán színes üveggel láthatták el. (Egyes kutatók szerint a föníciaiak használtak először mesterséges üveget, mások szerint az egyiptomiak találták fel.)

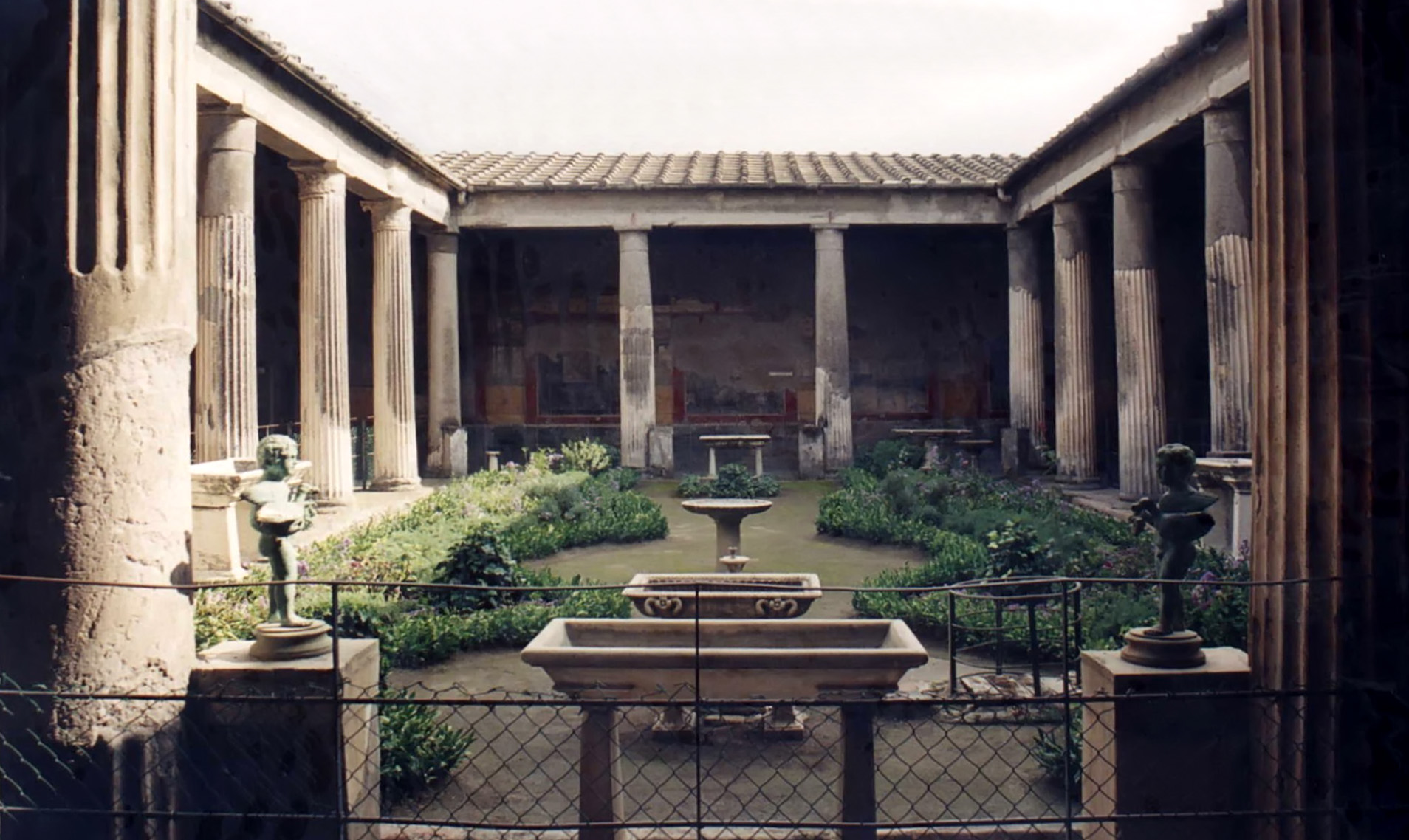
Római villa belső udvara (Pompei)

Az ókori Görögországban a lakóházak városban és falun egyaránt nagyon szerények voltak. Az építőanyag vályog, napon szárított tégla volt, ezért a betörők át tudták fúrni a falakat. A házakat meglehetős összevisszaságban helyezték el egymás közelében. Az egyszerű emberek lakásai két-három szűk, földszinti helyiségből álltak. Az utcára nyíló helyiség gyakran műhelyként vagy üzletként funkcionált. A nagyobb családok kétszintes házakat is emelhettek, az ilyen esetekben az emeletre a ház külső oldalán, falépcsőn vagy létrán lehetett feljutni. Athén arra alkalmas szikláinak oldalában több helyiségből álló barlanglakások is voltak. A legszegényebbek a városfalként szolgáló földsánc oldalába építettek maguknak valamiféle tákolmányt. A négyszögletes ablakokat fazsalukkal lehetett bezárni. A szárazföldi görög településeken a sátortetőt falécre rakott terrakottacseréppel borították. A szigeteken a lapos tetőket kedvelték. A nyílt tűzhelyek felett csak a tehetősek komolyabb épületein volt füstkivezető nyílás, afféle kéménykezdemény.
Az uralkodó osztály házait több civilizációban már az ókorban elsőrendű felszereléssel látták elː vízvezetékkel, fűtőberendezéssel, padlófűtéssel, fürdőtermekkel. A rómaiak hatalmas, többemeletes bérházakat építettek a dolgozó rétegek számára, melyeknek alsó szintjén a kereskedések és műhelyek foglaltak helyet, az emeleten pedig a függőfolyosókról nyíló lakások voltak. 
Ugyanakkor a hatalmas ókori Róma városának bérházaiban az emeleti lakások javarészt csak alvásra szolgáltak. A népsűrűség jóval nagyobb volt, mint a mai városokban. Egy emeleten huszonöt, egy egész házban akár százötven lakás is lehetett; így aztán sokszor ötszáz ember is aludt egy fedél alatt.

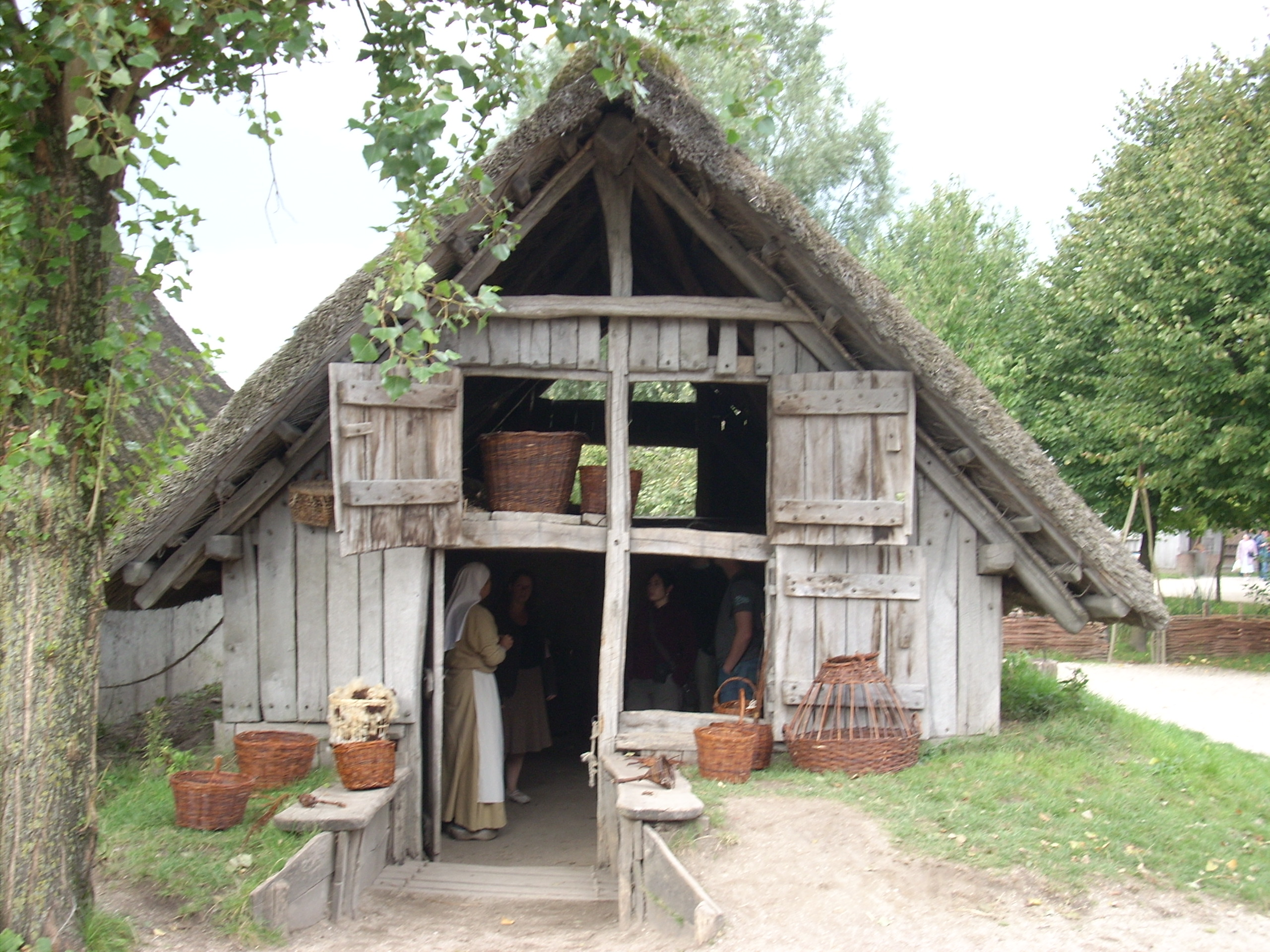
Középkori holland ház replikája

A középkori hűbéri társadalomra jellemző három fő háztípusː a hűbérurak udvarházai és kastélyai, a jobbágyok parasztházai és a városi polgárság lakóházai. A nemesek erődített lakótornyait és várait a feudális állam központosított hatalmának megteremtése után a különböző művészi stílusban épített, fényűző kastélyok és kúriák váltották fel. Ekkor alakult ki a parasztház egészen a közelmúltig továbbélő típusa is, melynek fő helyisége a konyha volt. A fallal körülvett városokban élő polgárság lakóházai hely hiányában általában keskenyek és többemeletesek voltak, és egy idő után – a pusztító tűzvészek után – kőből épültek.
A 16. század végén a londoni házak legtöbbször háromszintesek voltak, a felső emeletek kissé kinyúltak az utca fölé. E korban vezették be a lépcsők használatát a korábbi létrák helyett az emeletek közötti közlekedésre, valamint az illemhelyek építését a lakóházakon belül. Ekkoriban találták fel a vízöblítéses WC-t, és bár az uralkodó is beszereltette palotájába, a nép körében csak nagyon lassan kezdett elterjedni. A legtöbb házon már volt nyitható, üvegezett ablak, csak a legszegényebbek használtak még olajos rongyokkal vagy pergamennel fedett kis rácsos ablakokat.

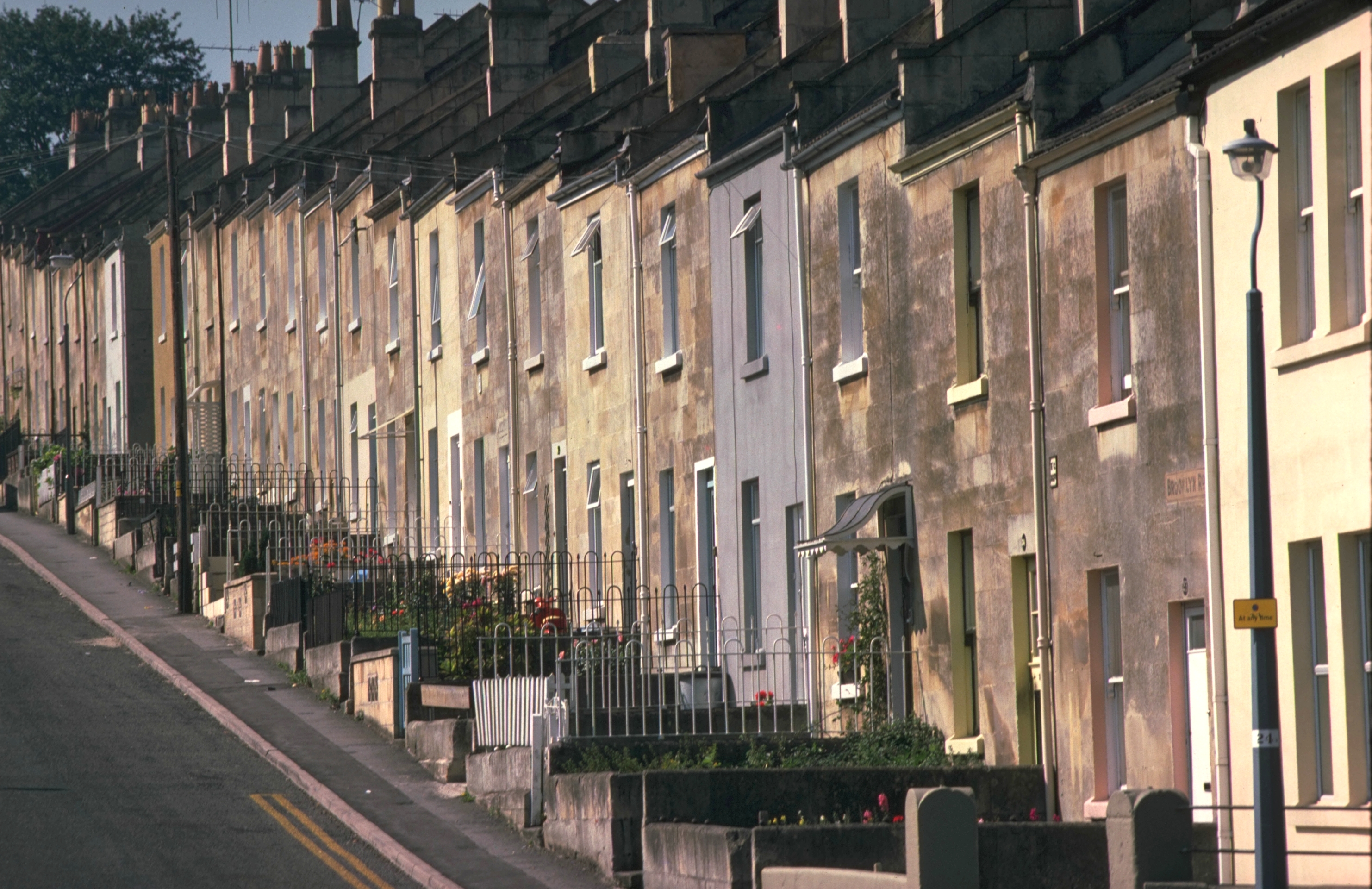
Angliai sorházak

Az Egyesült Királyságban az ipari forradalom idejétől a városokba költöző rengeteg munkavállalónak lakásra volt szüksége. A költségek csökkentése és az építkezés felgyorsítása érdekében sorházak építésére került sor.
A 20. századtól a motorizáció a fejlett országokban a külvárosok gyors növekedéséhez vezetett. A második világháború után új technológiák jelentkeztek viszonylag olcsón felhúzható lakóépületek tömeges építéséhez.

## Háztípusok

### Felhasználás alapján
- középület: közösségi szolgáltatásokra szánt épület
- lakóház: egy- vagy több lakásos
- tárolóhelyiség
- állatház

### Lakóházak
- családi ház
- ikerház: két főbejárattal, teljesen elválasztott beltérrel épített ház
- sorház: olyan épület, melyben egymás mellett több (legalább 3), egymástól elválasztott lakóegység sorakozik
- társasház: olyan épület, amelyben több lakóegység található, általában több emeleten
- emeletes ház: az ilyen házak több szinttel rendelkeznek, a 3 szintes (földszint + 2 emelet) felett szoktuk így nevezni
  - panelház

### Építőanyag alapján
Falainak és belső szerkezetének anyaga alapján lehet fa-, kő-, beton-, föld-, ponyva-, tégla-, acél–üveg, panel-, sőt csak üvegház is.

## Lakóházak típusai építőanyag alapján

### Egykori népi építészet fő típusai
A falazat építőanyaga alapjánː

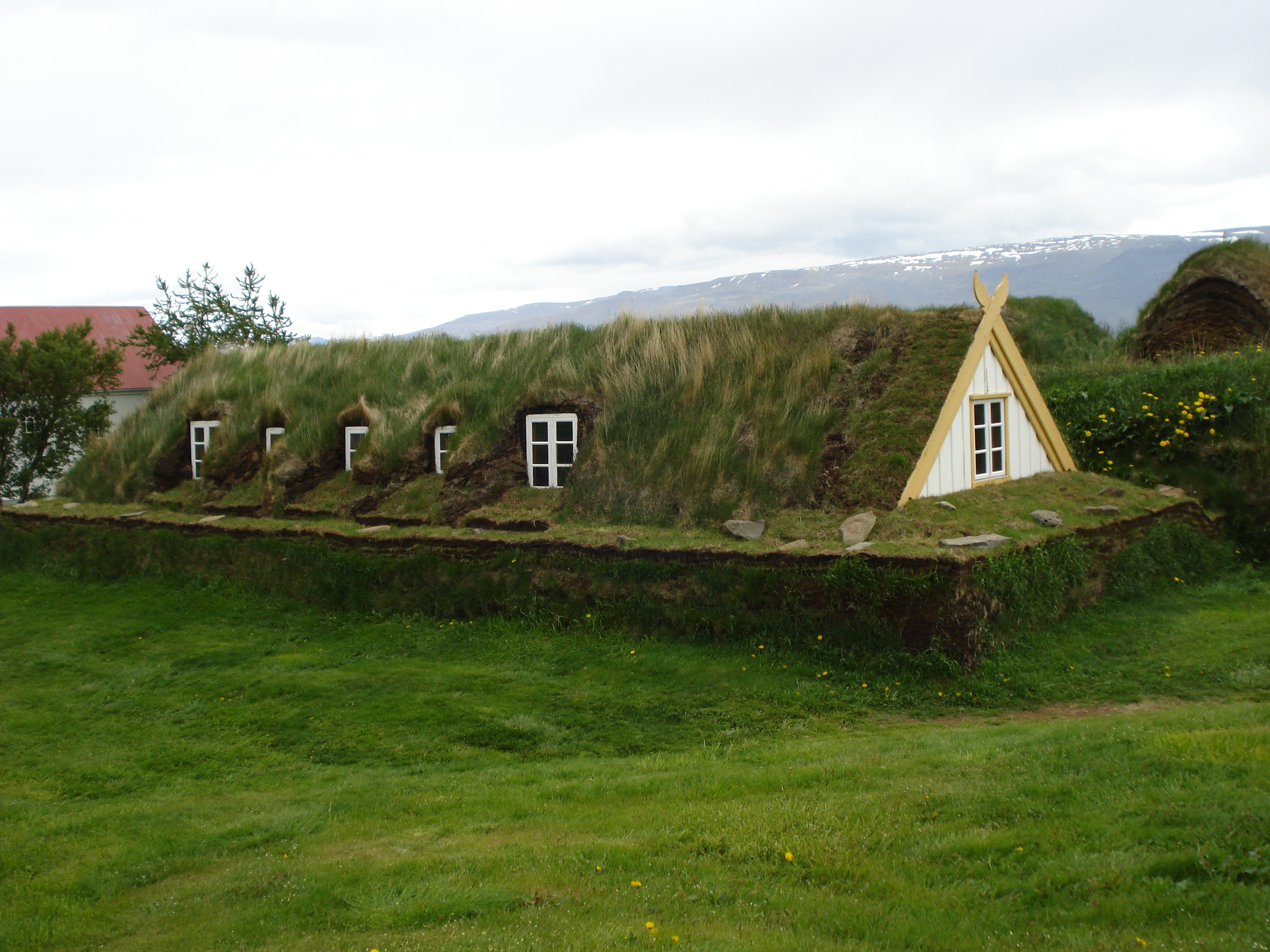
Izlandon a tőzegházat (gyeptéglaház)) előszeretettel alkalmazták a kiváló hőszigetelése miatt

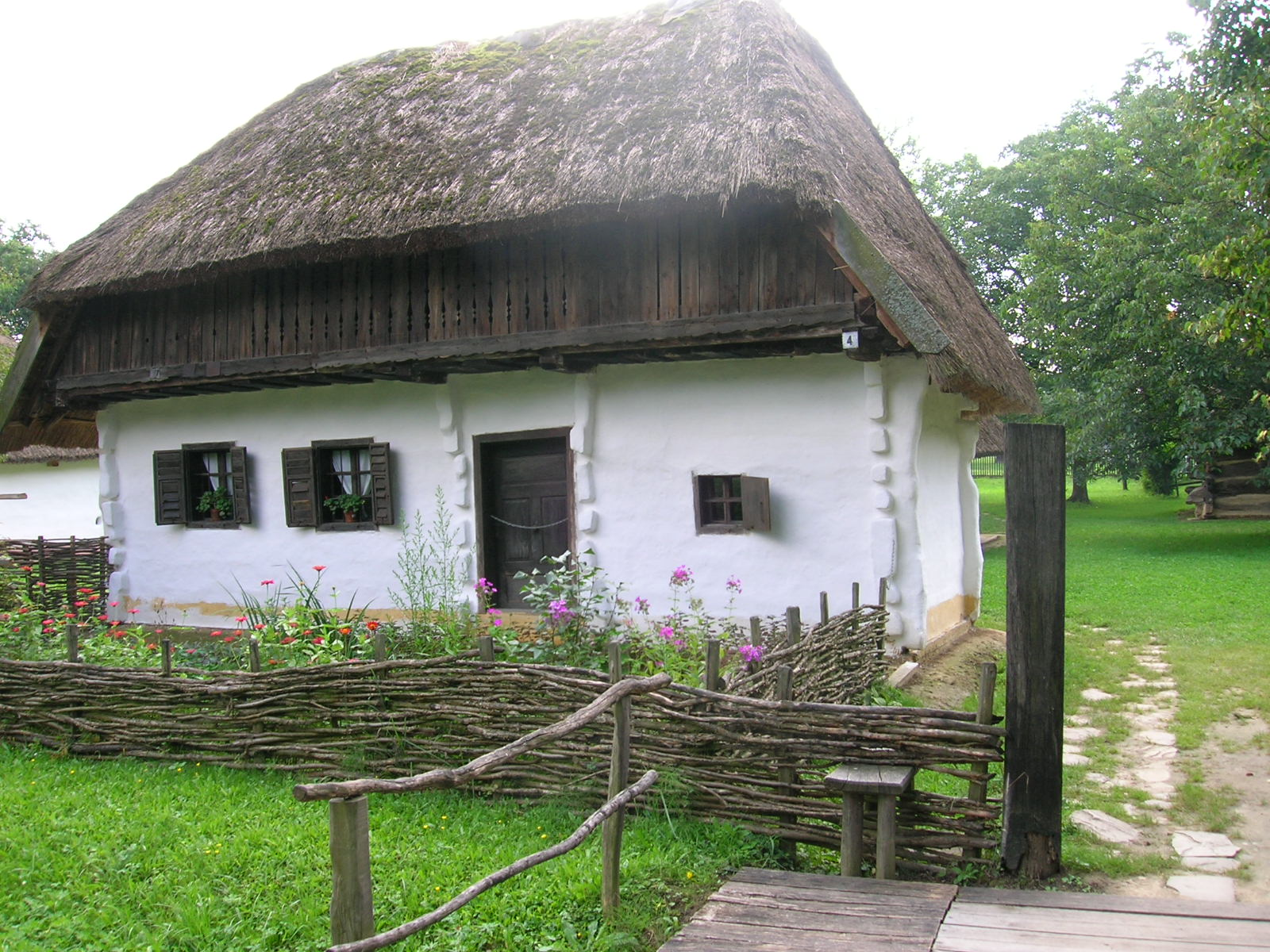
Deszkaoromzatos parasztház a Göcseji Falumúzeumban

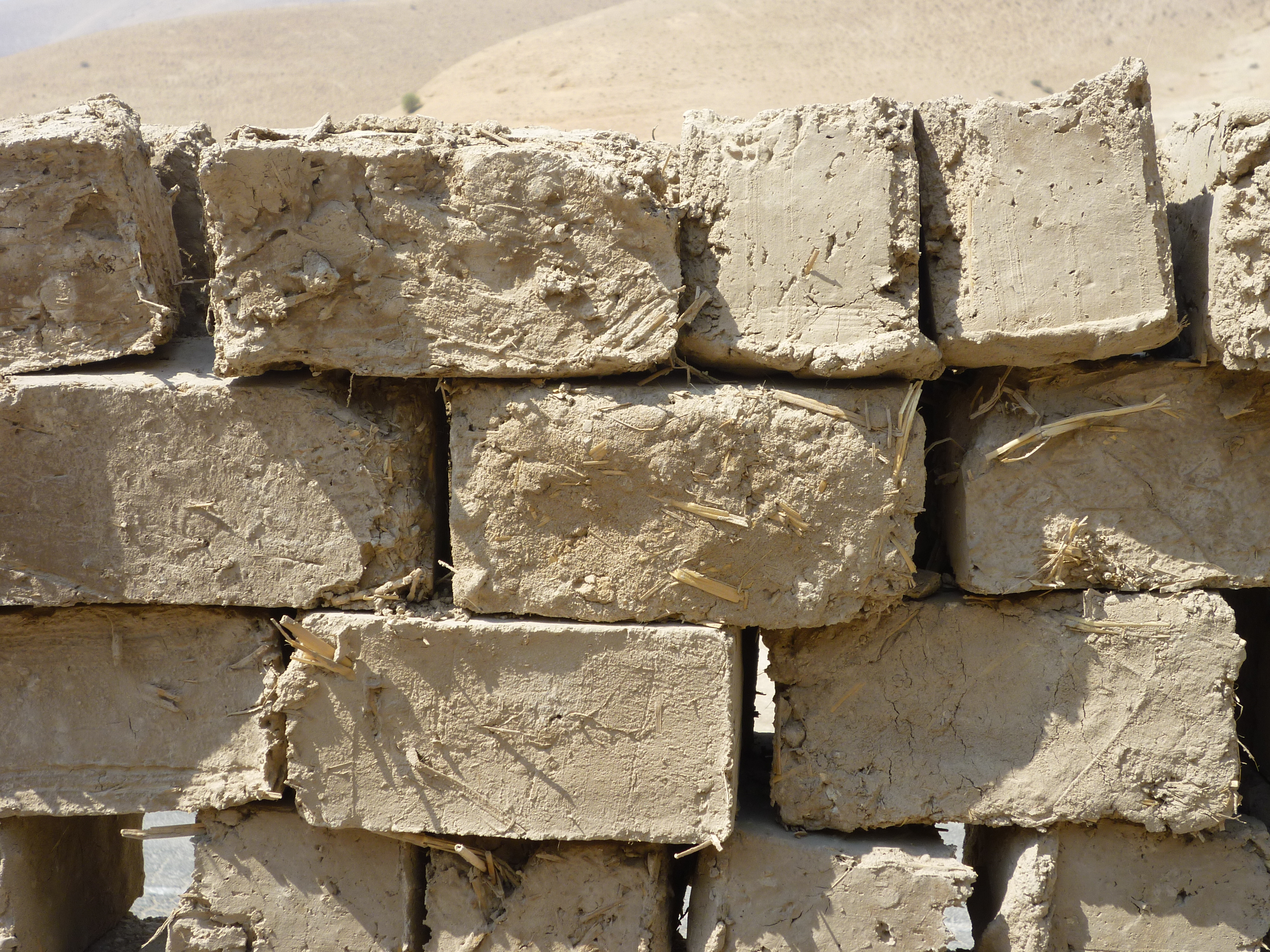
Vályogból (sártéglából) készült fal

- Kőház - A kőfalú házak különböző formái kőben gazdag vidékeken, főleg hegyvidékeken terjedtek el.
- Téglaház – A helyszínen égetett tégla használata már az ókori civilizációkban ismert, a magyar népi építészetben viszonylag későn jelent meg.
- Veremház –  A földfelszín alá süllyesztett épület, melynek falazata egyáltalán nem volt vagy csak nagyon alacsony.
- Földből
  - Gyeptéglafalú ház (hantház) - A gyeptéglákat a füves felükkel lefelé fordítva, téglakötésben, vagy srégan az oldalukra fordítva, kötőanyag nélkül rakták egymásra. A hantházak olcsóbban épültek fel, mint a faszerkezetű házak, azonban gyakori karbantartást igényeltek. Inkább ott épültek ahol szélsőséges éghajlati jellemzők vannak (→ izlandi gyepház), vagy ahol más építőanyagok nem álltak rendelkezésre; bár Magyarországon a szegénység miatt is.
  - Rakott sárfalú ház - Az agyagos földet pelyvával, szalmatörekkel, vagy más növényi darabokkal és vízzel összekeverték és állatokkal megtapostatták. Majd ebből a sáros földből húzták fel a falat. Időnként az ablakokat utólag vágták ki a már kiszáradt, elkészült falból.[9]
  - Vályogház
  - Vert falú ház - Agyagos földet (egyes helyeken növényi anyagokkal keverve) nedvesen két vízszintes palló (deszka) közé raktak, majd keményre döngölték.
- Fából és növényi anyagból
  - Boronafalú ház – A Kárpát-medencében – főleg Erdélyben és a Felvidéken – a 20. századig volt általános. A fal hosszában gerendákat, (bárdolt vagy bárdolatlan) fatörzseket fektettek egymásra, a sarkoknál lapolással vagy csapolással összeépítve. A réseket agyag vagy moha tömítette, belső falfelület többnyire vakolt volt.[10]
  - Deszkafalú ház
  - Gerendaház
  - Nádfalú ház (a trópusokon gyakran bambusznádból) - Mivel nagyobb teherviselésre alkalmatlan, inkább csak a szárnyékok, karámok építményei készültek így. Európában a nádházakat kívül-belül vályogsárral tapasztották be.[11]
  - Rönkház
  - Zsilipelt deszkafalú ház - Az oszlopok oldalába függőleges hornyokat véstek, s ezekbe vízszintes helyzetű deszkákat vagy pallókat rögzítettek.

### A mai fő típusok
- Téglaház
- Vasbeton
  - Panelház
- Vályogház
- Faház
  - Gerendaház
  - Rönkház
- Könnyűszerkezetes (technológia) 
  - "Készház" – a gyárban előre legyártott elemekből felépülő ház
- Mobilházː egyben szállítható ház

Építőanyag eredet szerintː
- természetes vagy mesterséges

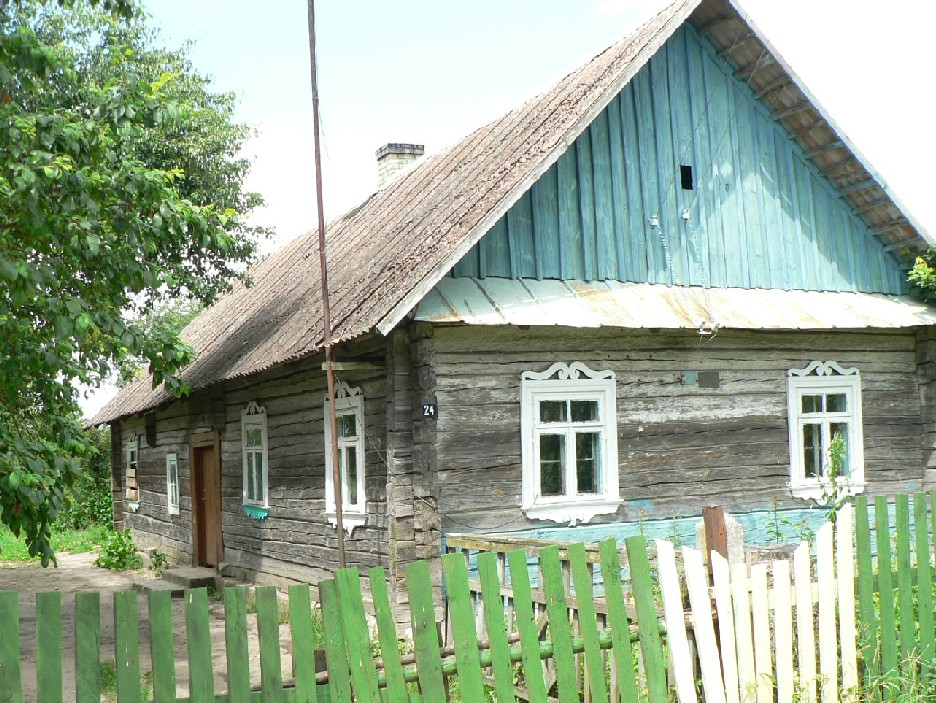
Orosz gerendaház
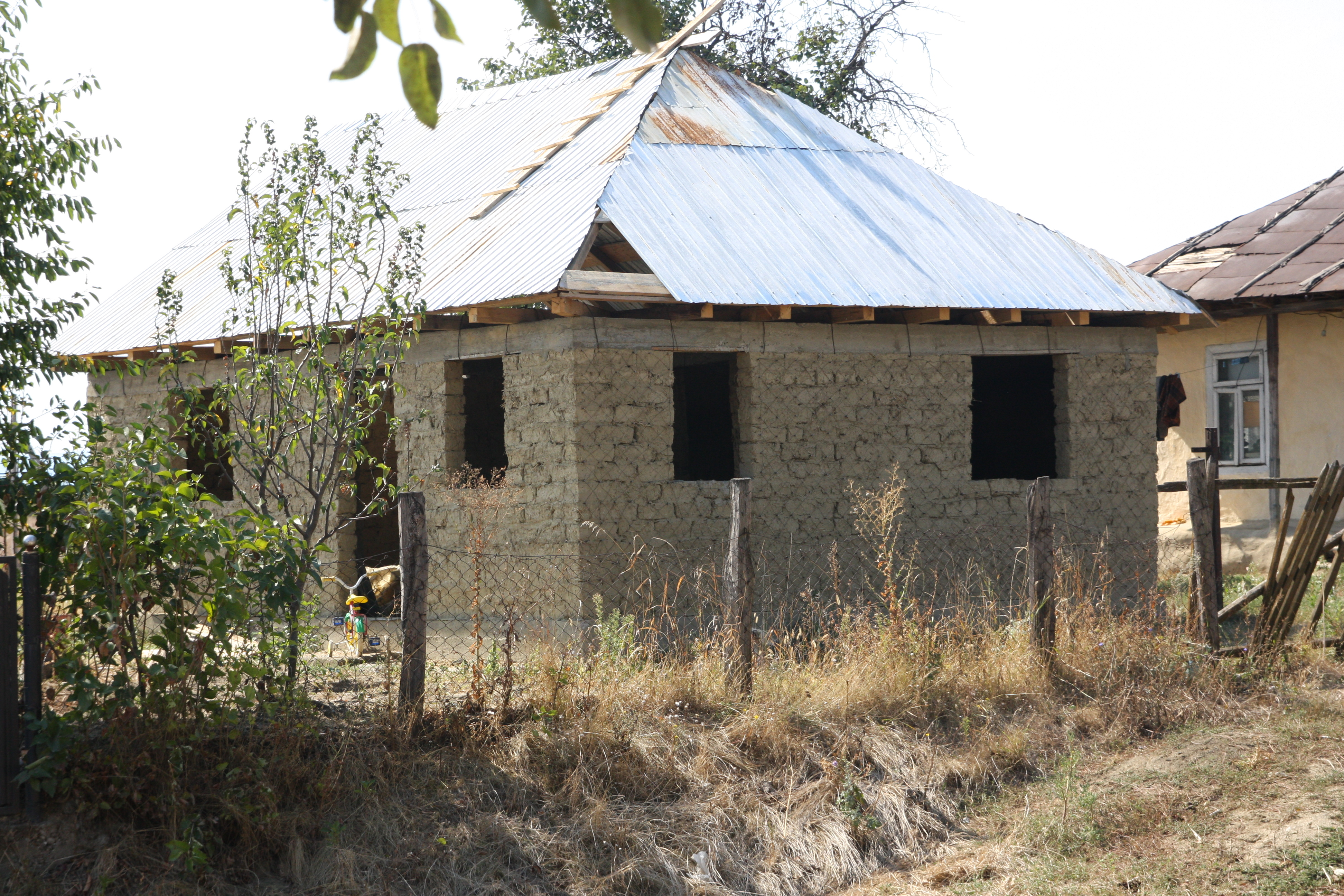
Vakolatlan vályogház
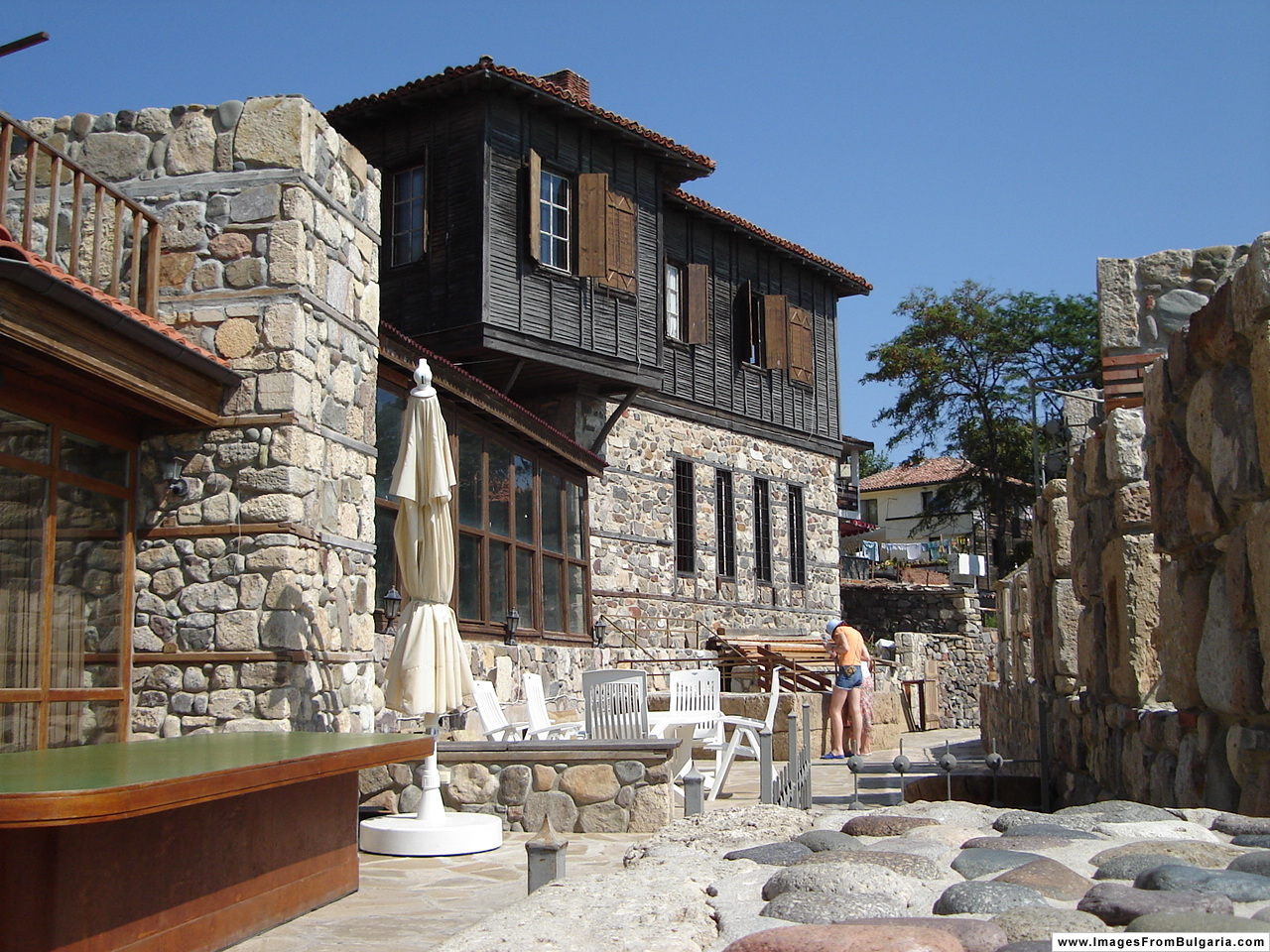
Kő alapon épült ház a tetején faszerkezettel
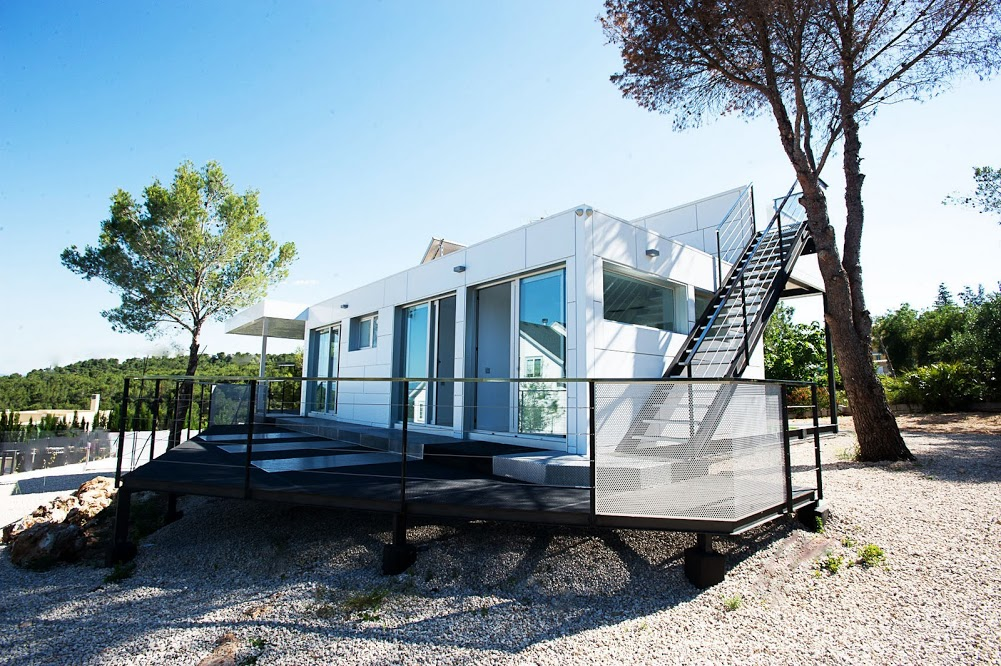
"Készház" Spanyolországban
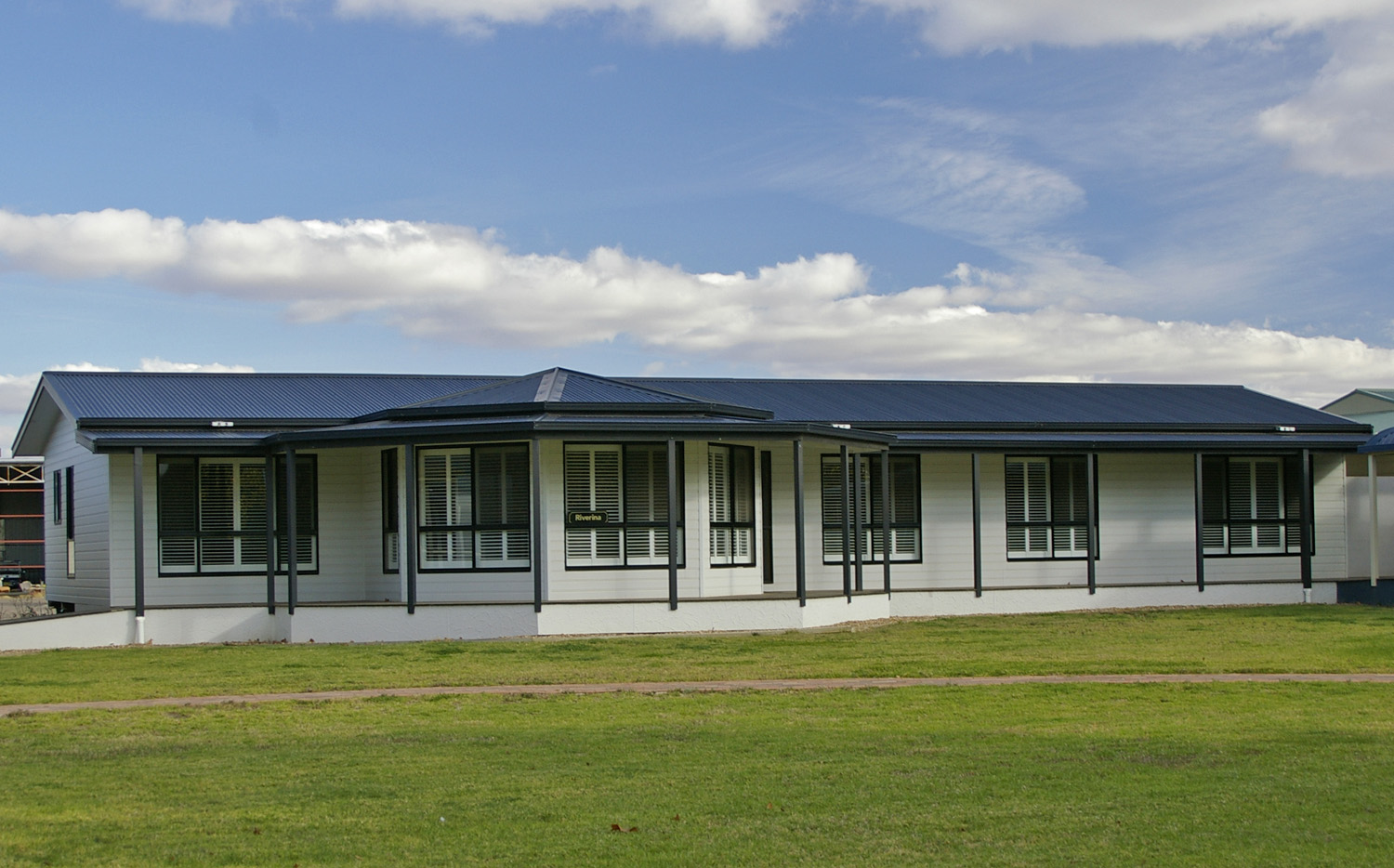
Ausztrál szétszedhető (szállítható) ház
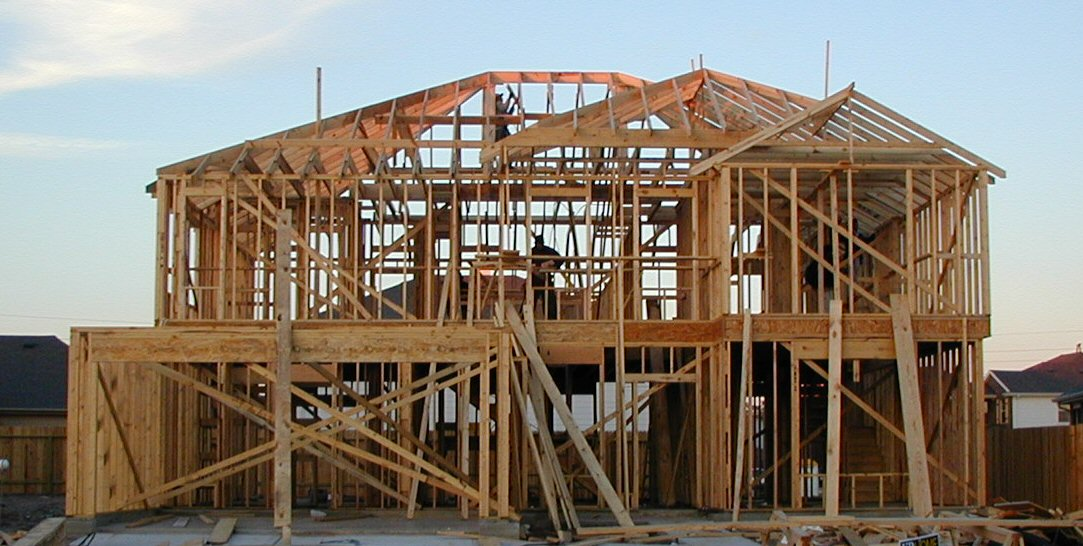
Amerikai könnyűszerkezetes ház
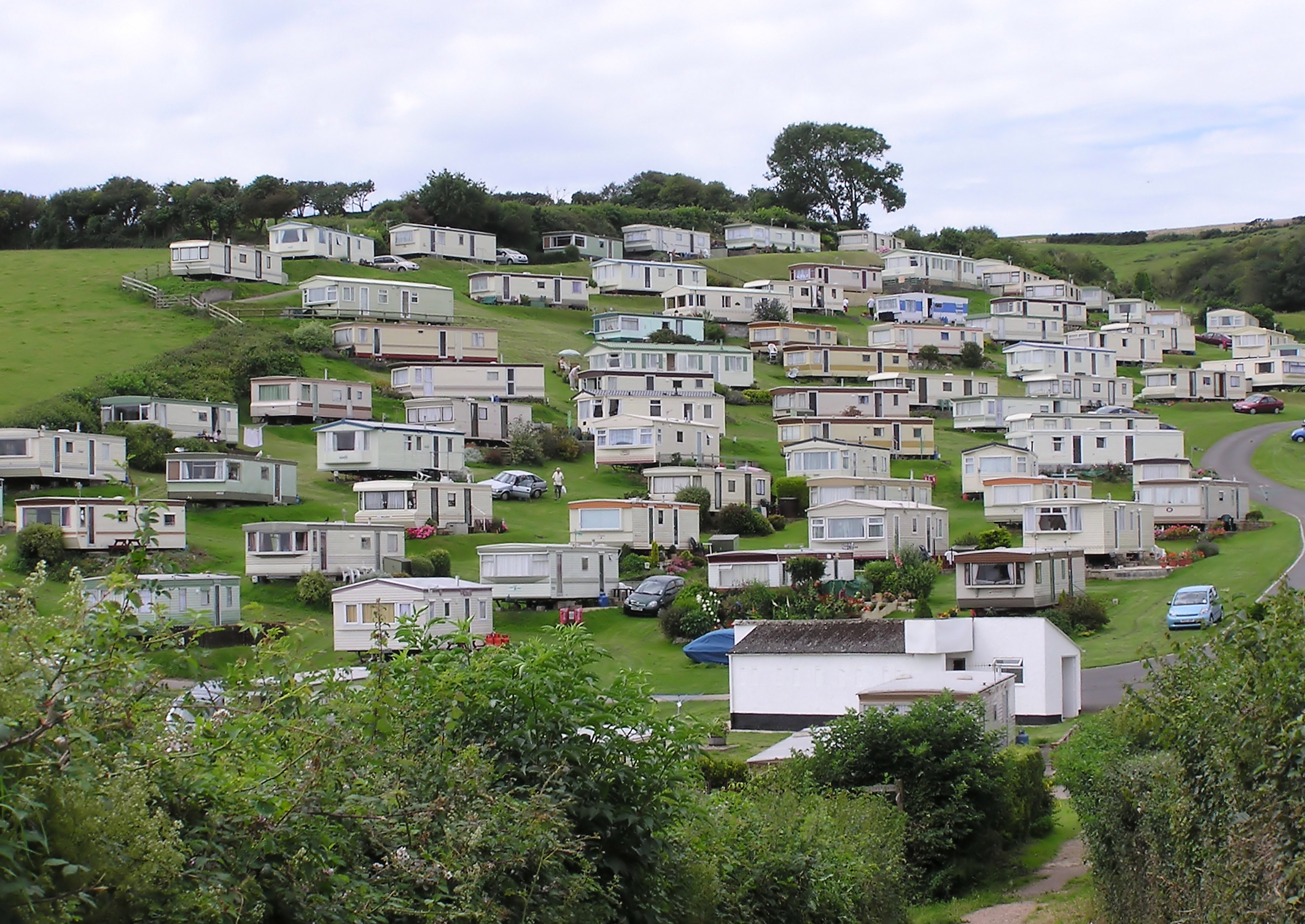
Mobilházak Angliában

## Építészet

### Történetileg
Korszakra, illetve korra jellemző stílusok szerint: román, gótikus, reneszánsz, barokk, eklektikus, modern stb.

Hagyományos, nagyrészt fából készült székely ház

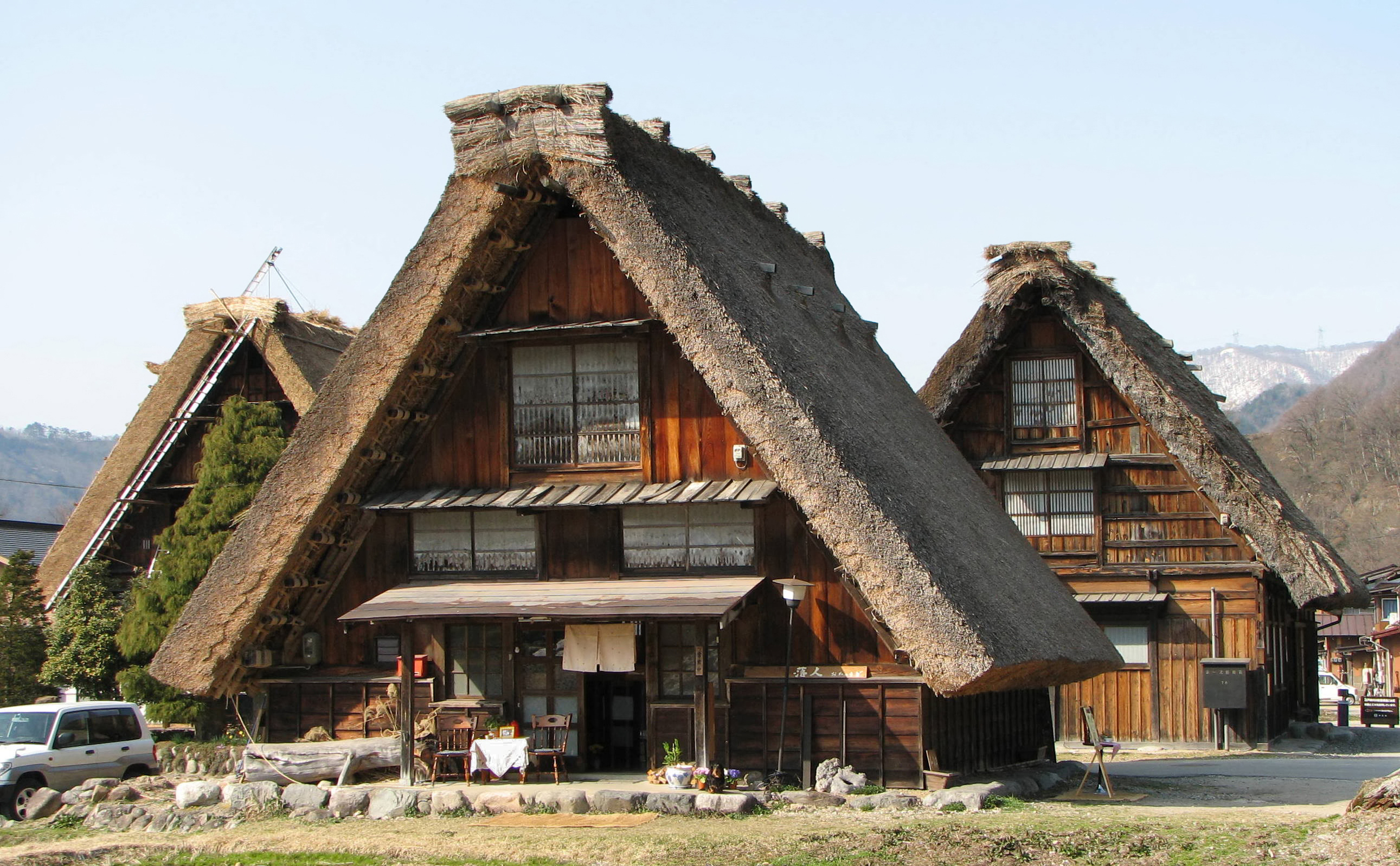
Minka-stílusú lakóházak Japánban

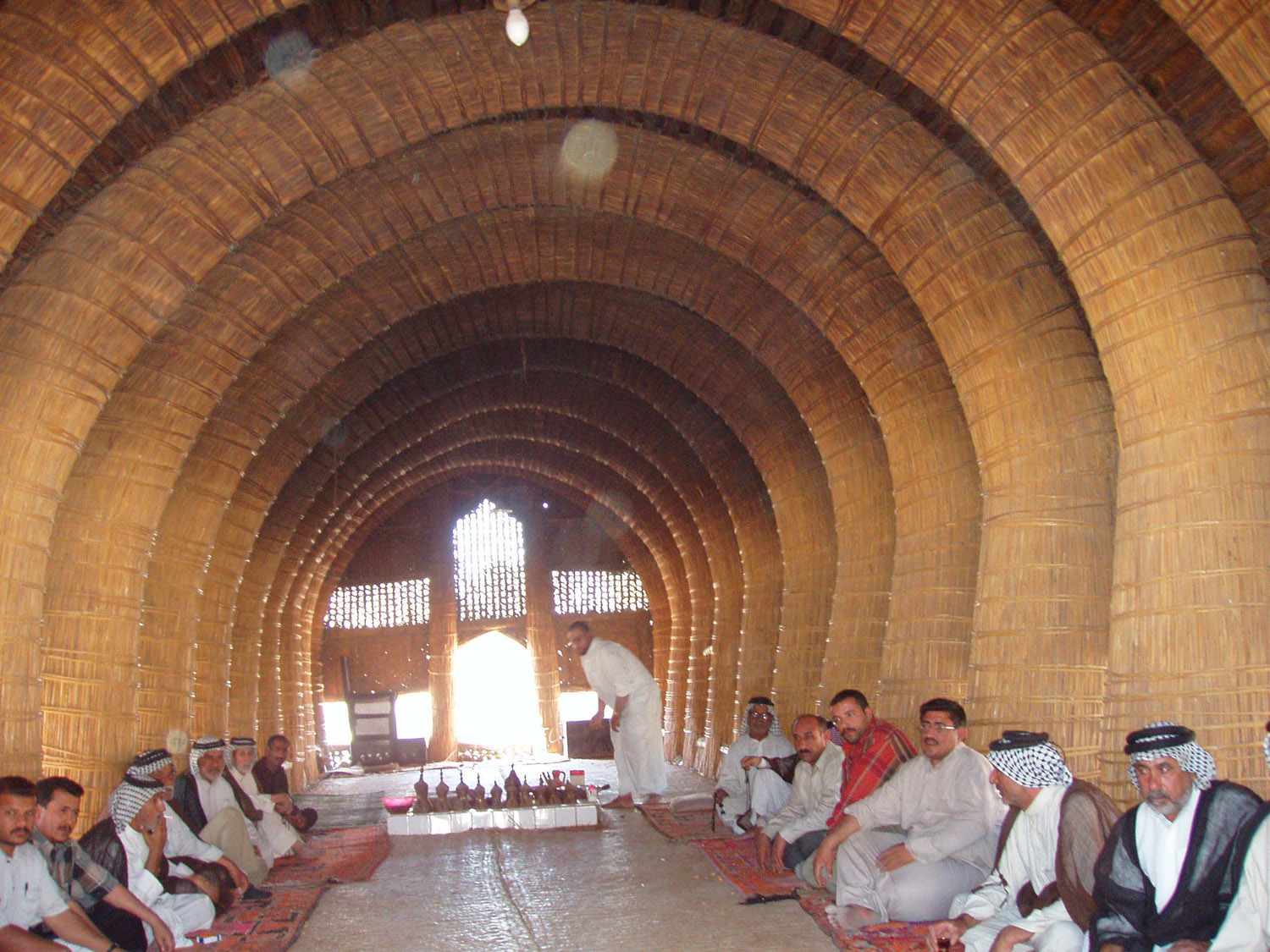
Dél-iraki nádház (mudhif) belseje. A mudhif olyan közösségi ház, ahol különféle szertartásokat bonyolítanak le.

### Földrajzilag
Kontinensek, régiók, kultúrák, illetve országok jellegzetes építészete.
lásd mégː
- Magyarország építészete
  - A tájházak vagy falumúzeumok, mint szabadtéri néprajzi gyűjtemények
  - Sárköz népi építészete
  - A Vendvidék népi építészete
- Erdély építészete
  - Székelyföld építészete
  - Kalotaszeg népi építészete
- Lengyelország építészete
- Finnország építészete
- Japán építészete
- Buddhista építészet
- India képzőművészete és építészete
- Törökország építészete
- Iszlám építészet
- Afrika építészete

Vannak olyan alkotások, amelyeknek nincs belső terük, vagy ha van, a külső megjelenéshez viszonyítva érdektelen. Ezek nem házak és épületek, hanem építmények. Ilyenek például a piramisok, a diadalívek, a várfalak stb.

#### Helyi jellegzetességek
A különböző régiókban a helyi lakosság kifejlesztette a saját típusú nemzeti lakásait, kunyhóit, házait:
- wigwam (indián kunyhó, Észak-Amerika)
- hogan (navahó kunyhó, Észak-Amerika)
- palloza (Galícia, Spanyolország)
- barraca (Kelet-Spanyolország)
- trullo (Apulia, Olaszország)
- fanza (房子, Kína)
- jurta (Kazahsztán, Kirgizisztán, Mongólia)
- iglu (Grönland)
- csum (Szibéria)
- jaranga (Szibéria)
- rondavel (kőkunyhó, Dél-Afrika, Lesotho)
- chalet (alpesi exkluzív faház, Svájc, Ausztria)
- izba (gerendaház, Oroszország)
- hata (Ukrajna)
- mazanka (Ukrajna)
- szahli (Grúzia)
- haveli (palota, India, Pakisztán)

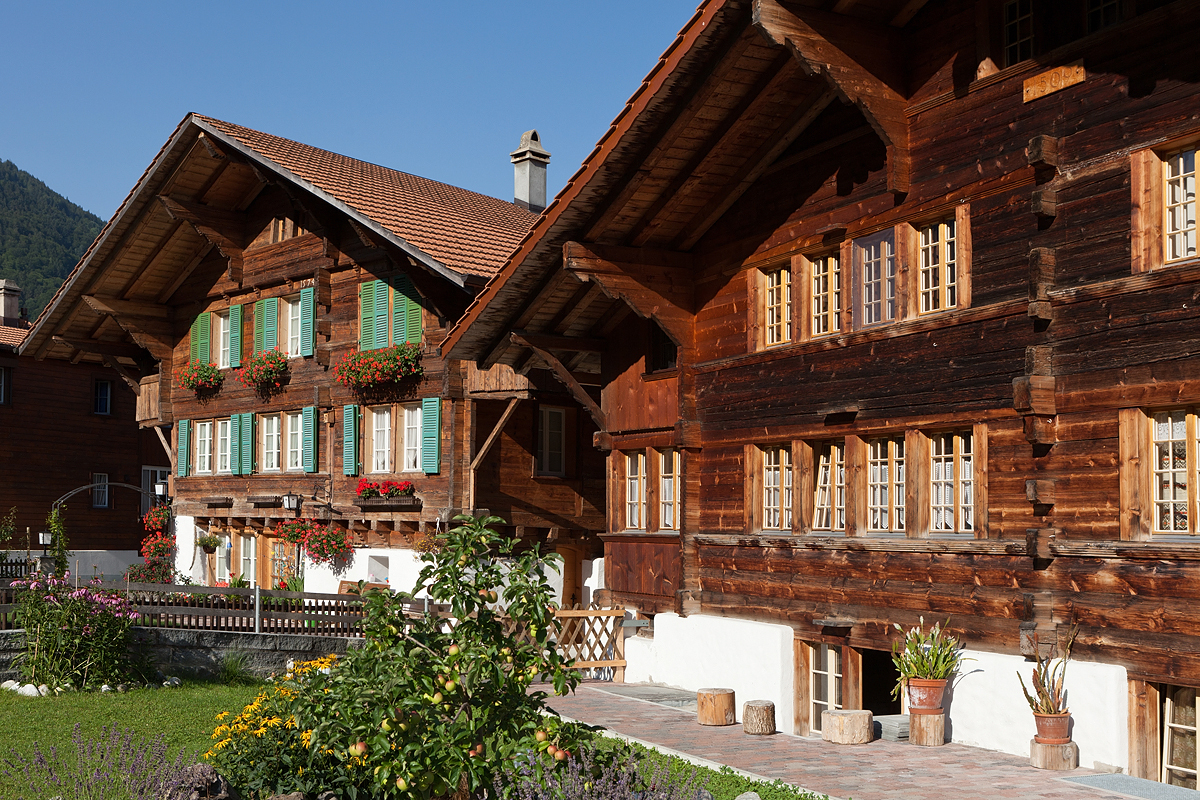
Alpesi chalet
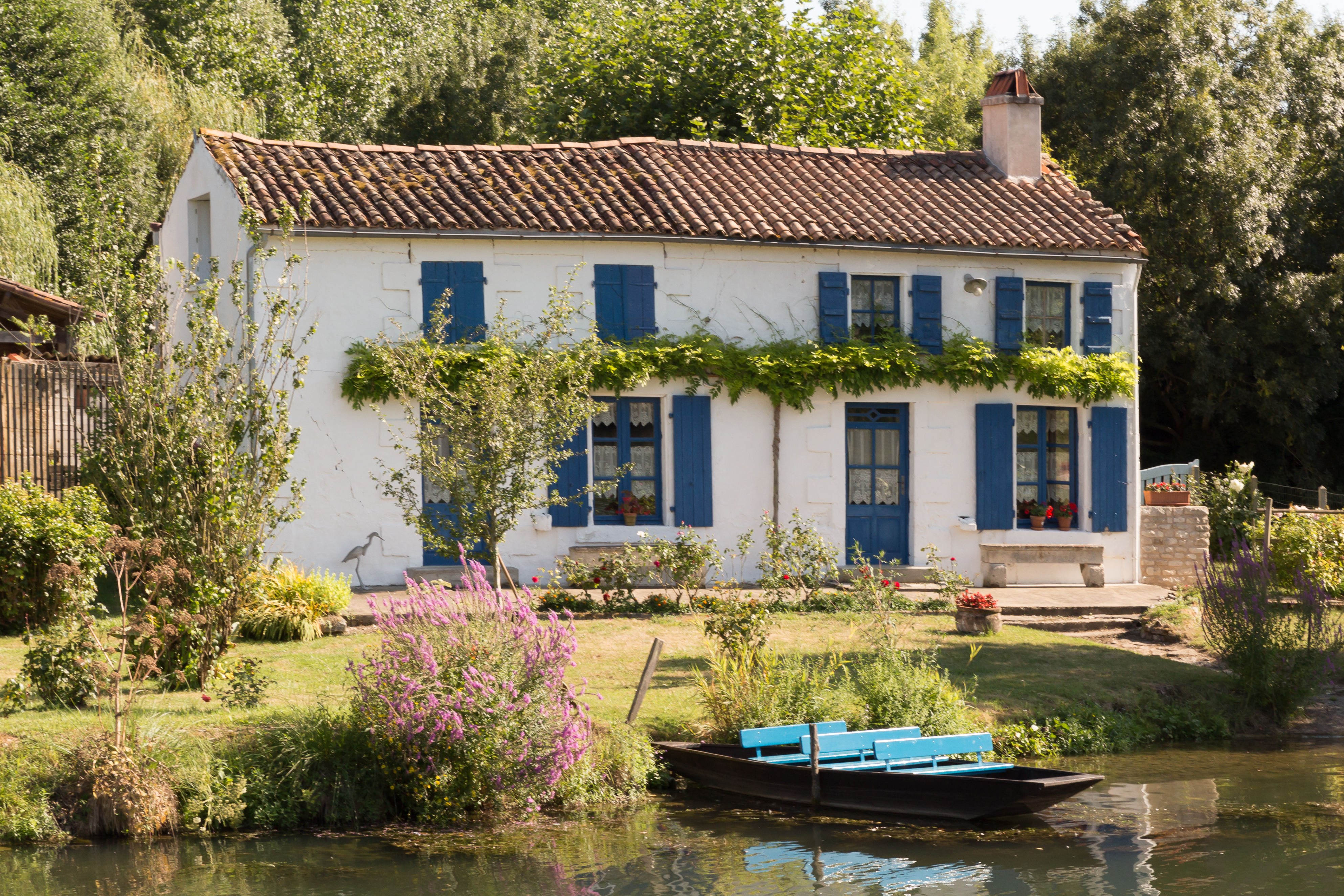
Francia hagyományos ház (Sansais)
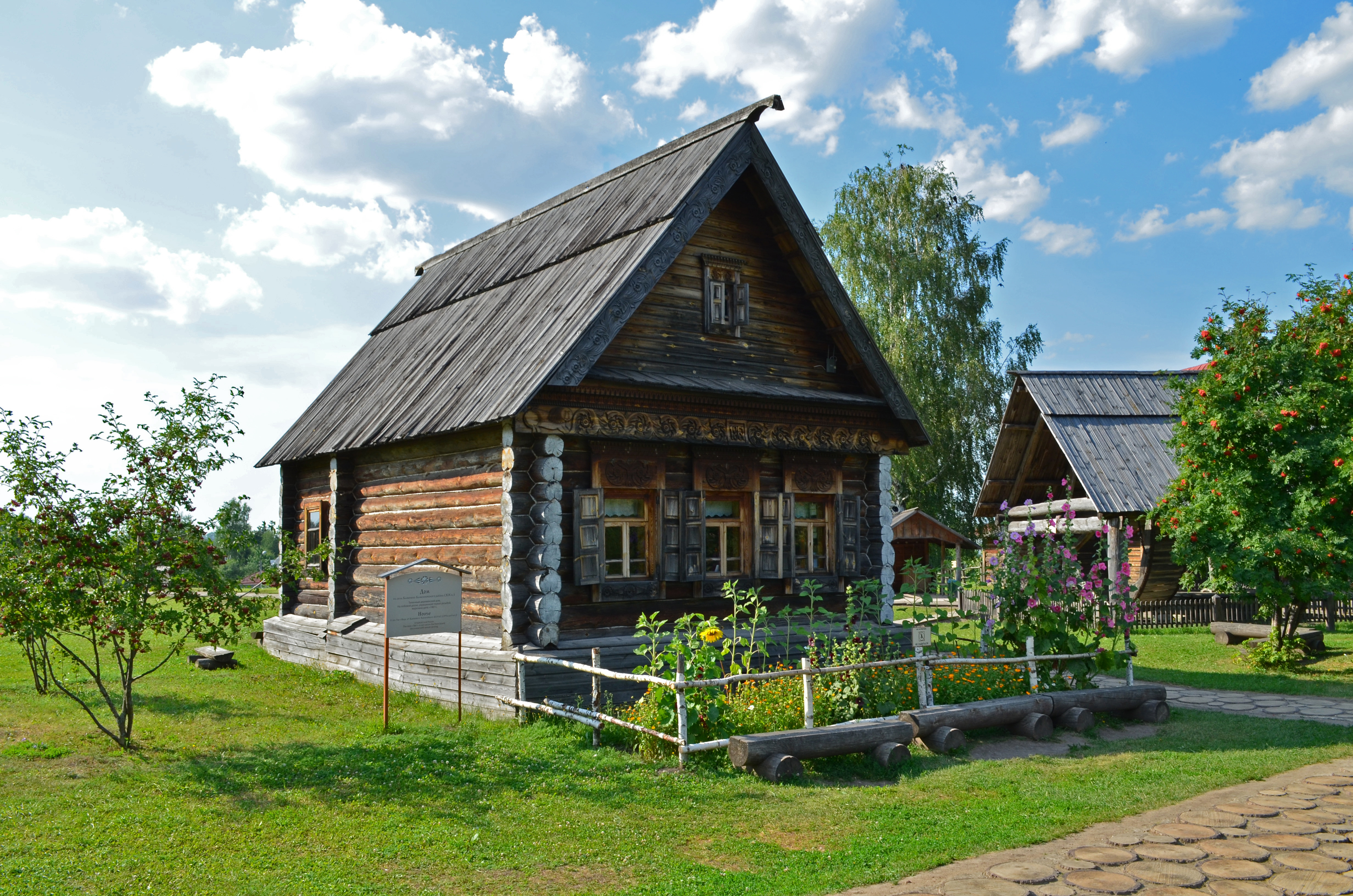
Orosz vidéki hagyományos gerendaház (изба)
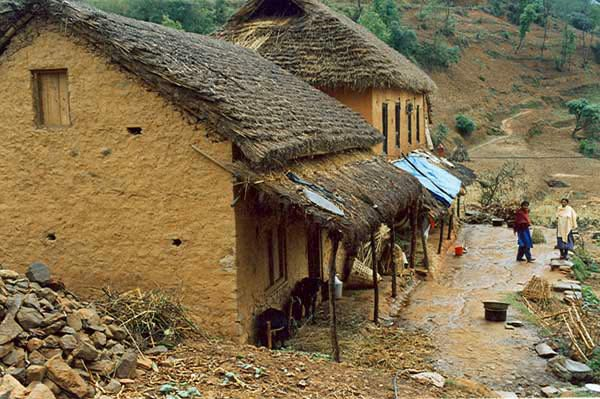
Nepáli vidéki ház
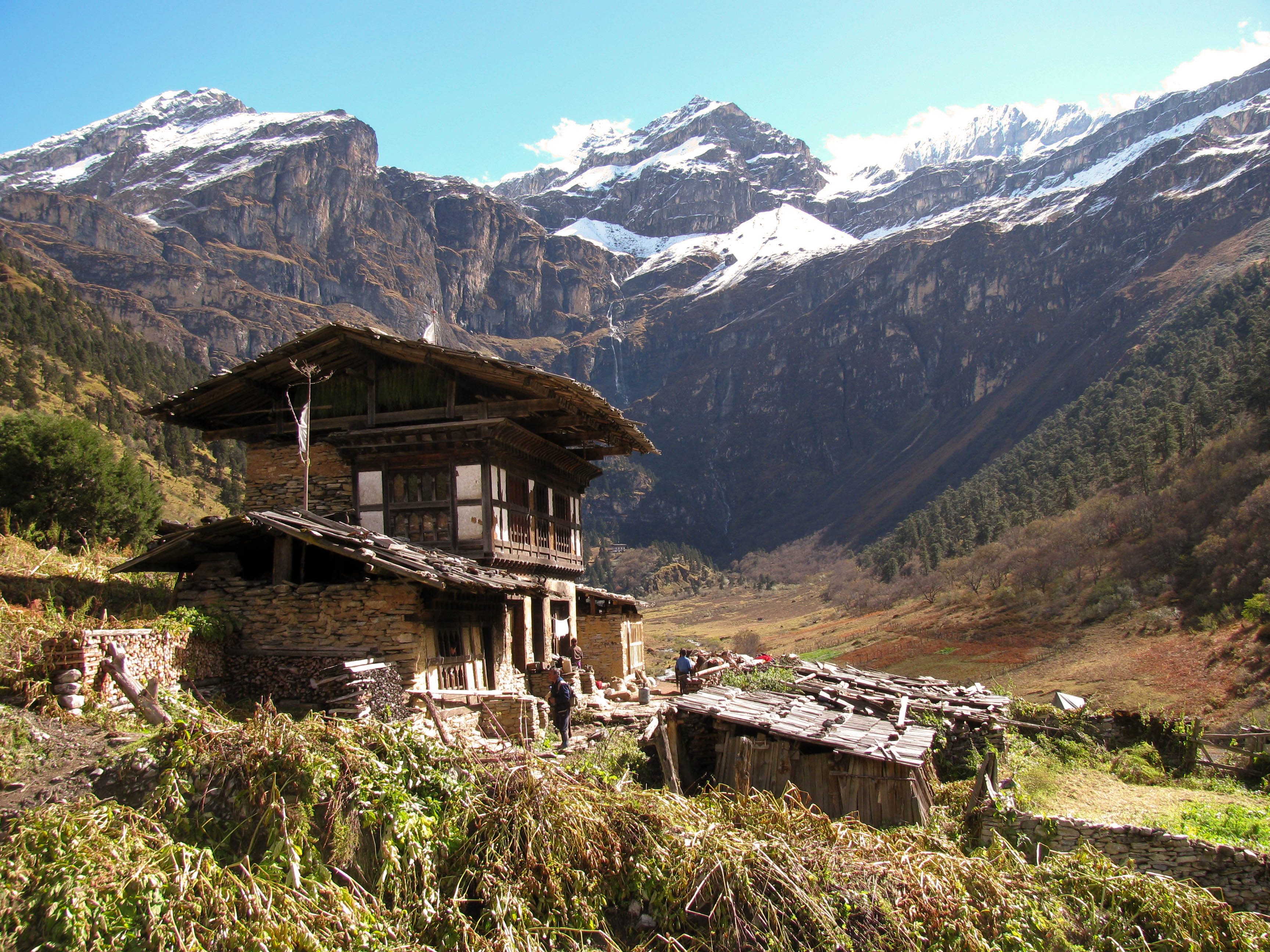
Bhutáni vidéki kőház
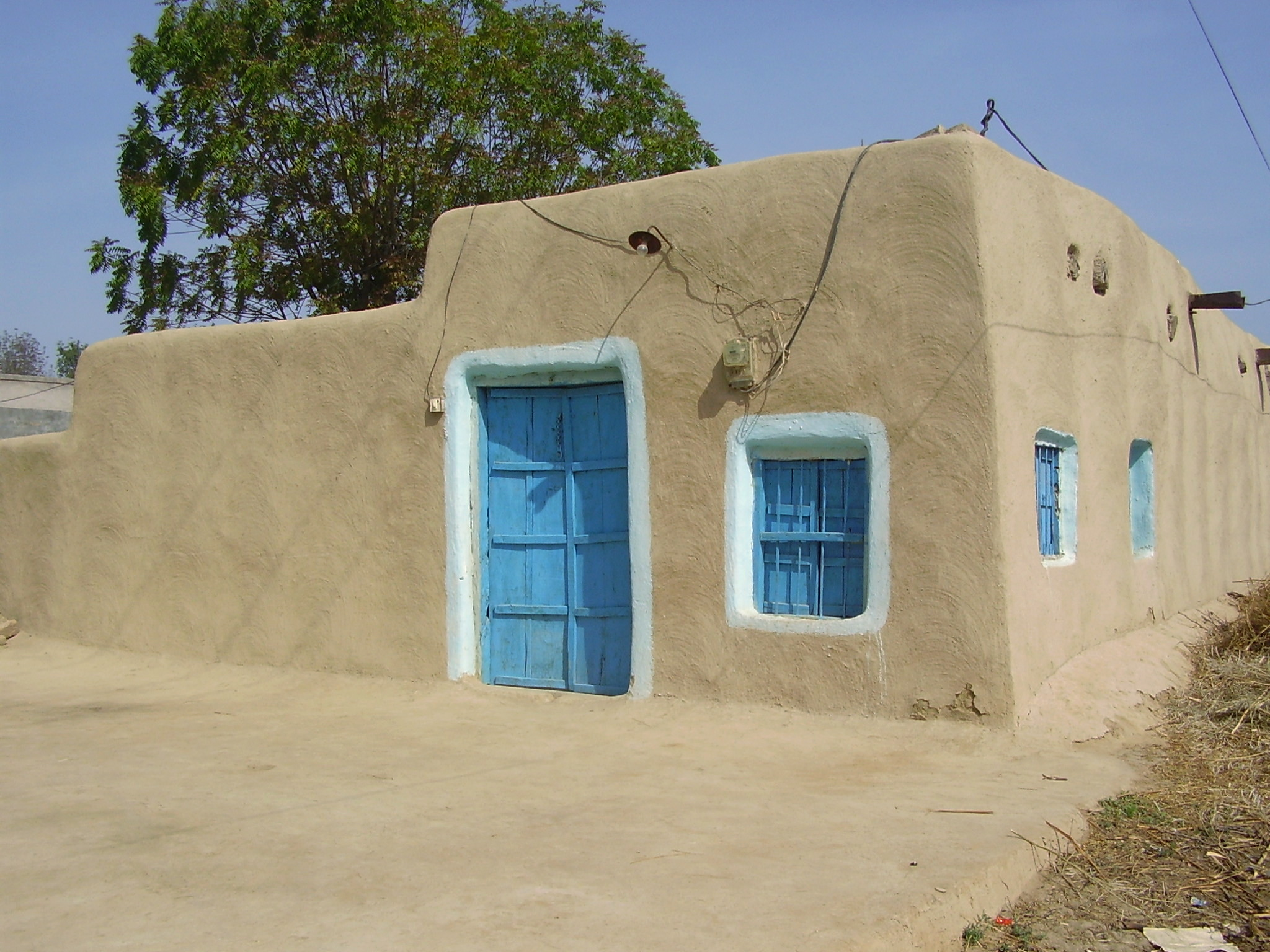
Hagyományos pakisztáni ház (Pandzsáb)
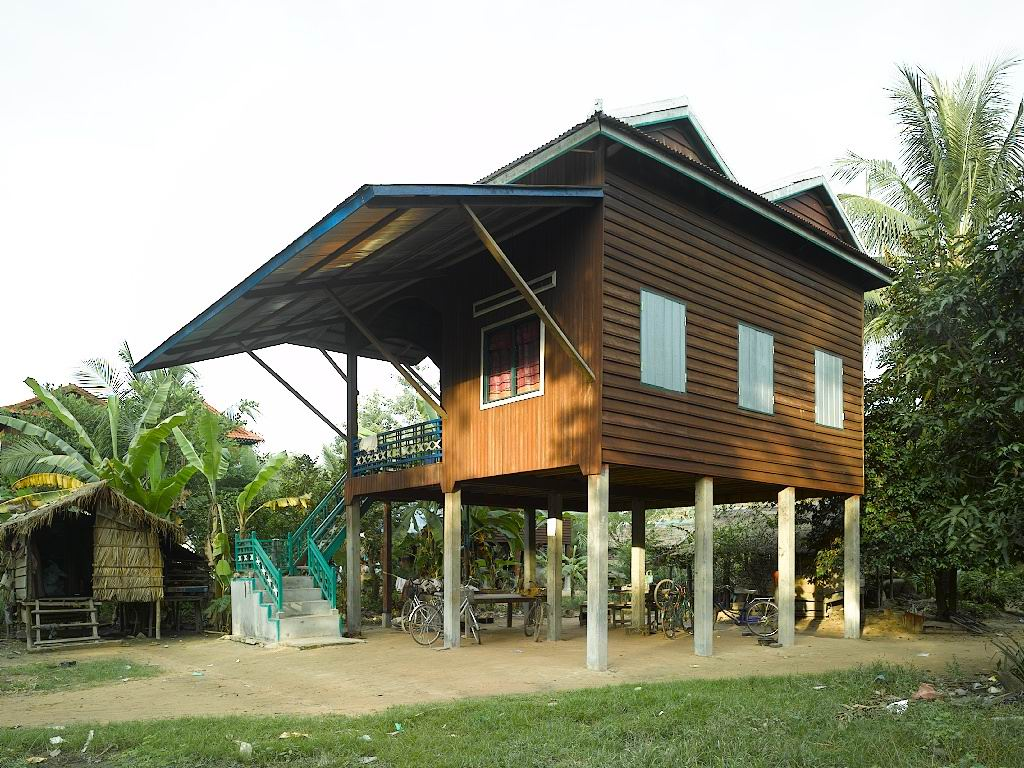
Kambodzsai hagyományos ház
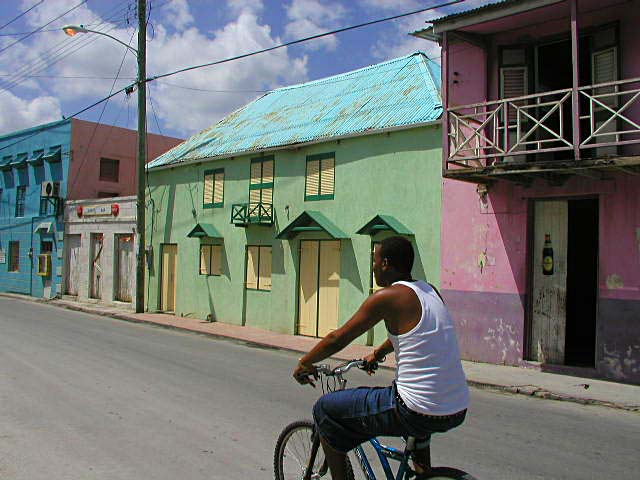
Barbadosi házak (Karib-térség)
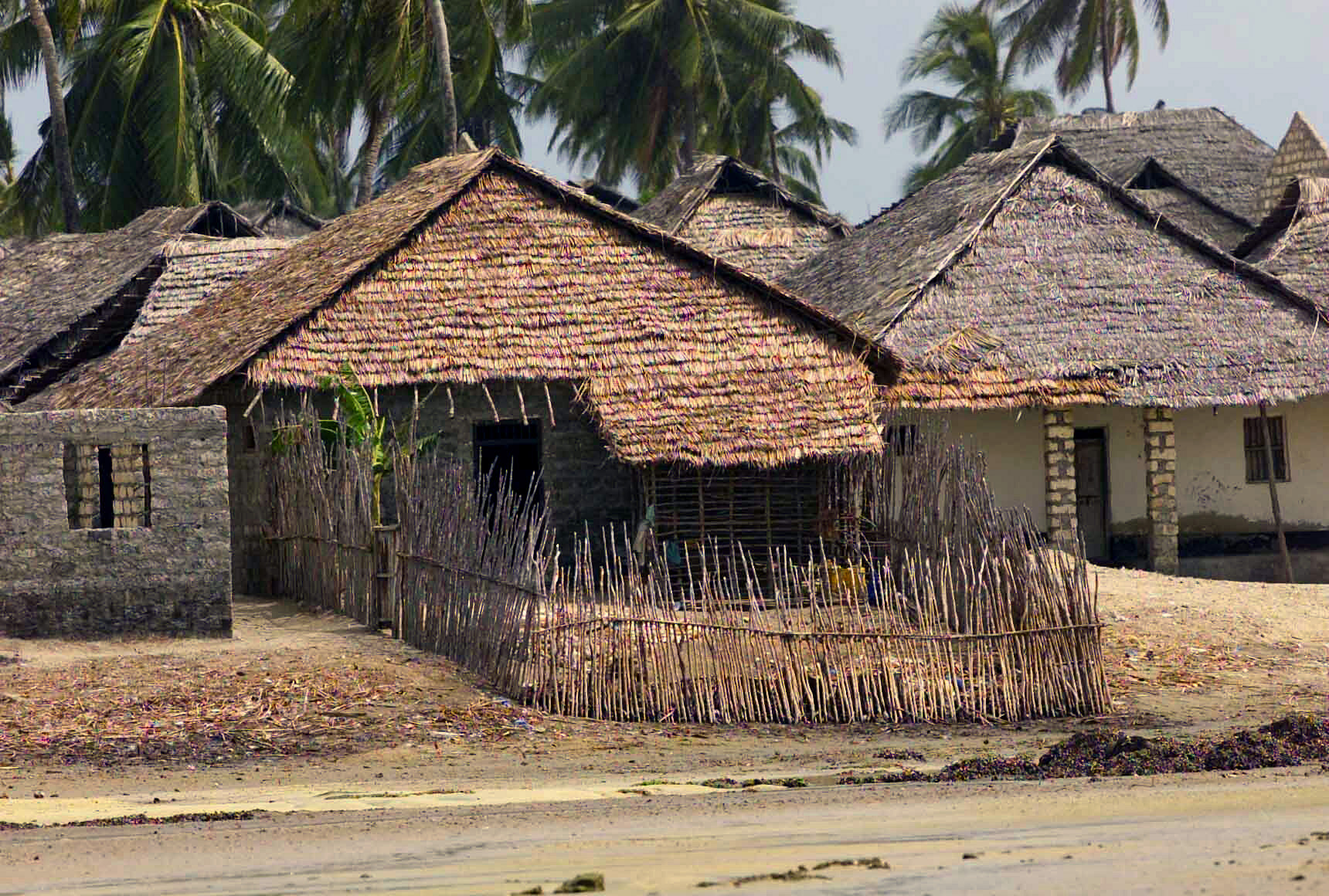
Kenyai vidéki házak
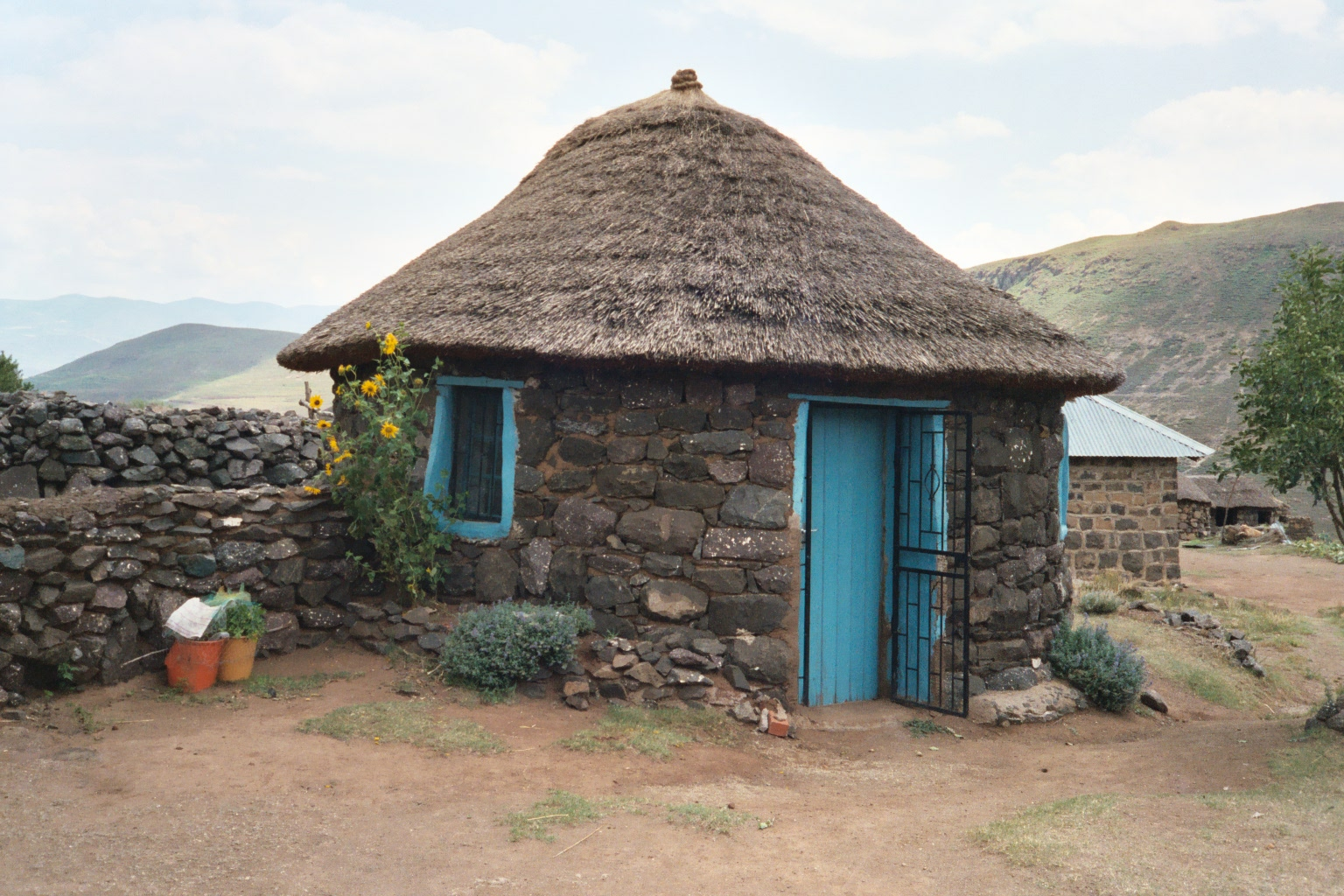
Kunyhó Lesothoban (rondavel)
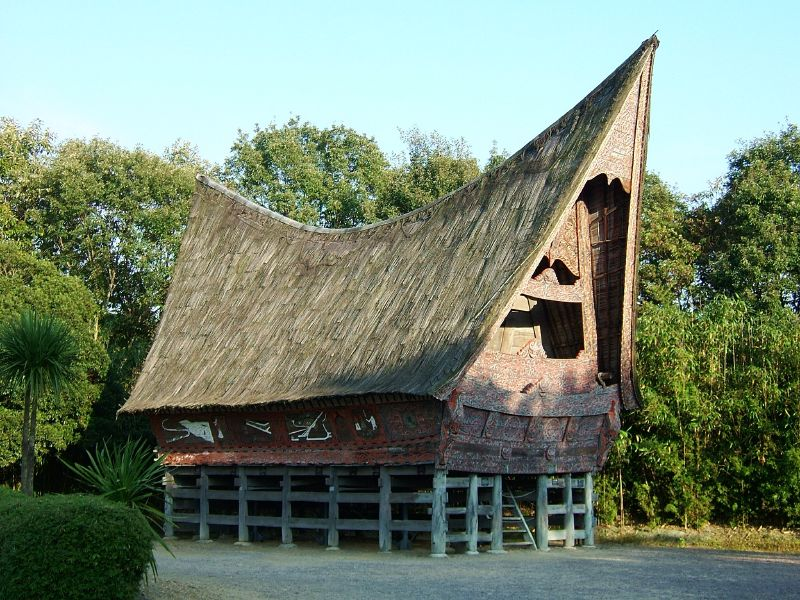
A batak nép hagyományos háza Szumátrán
Cigánypaloták Erdélyben
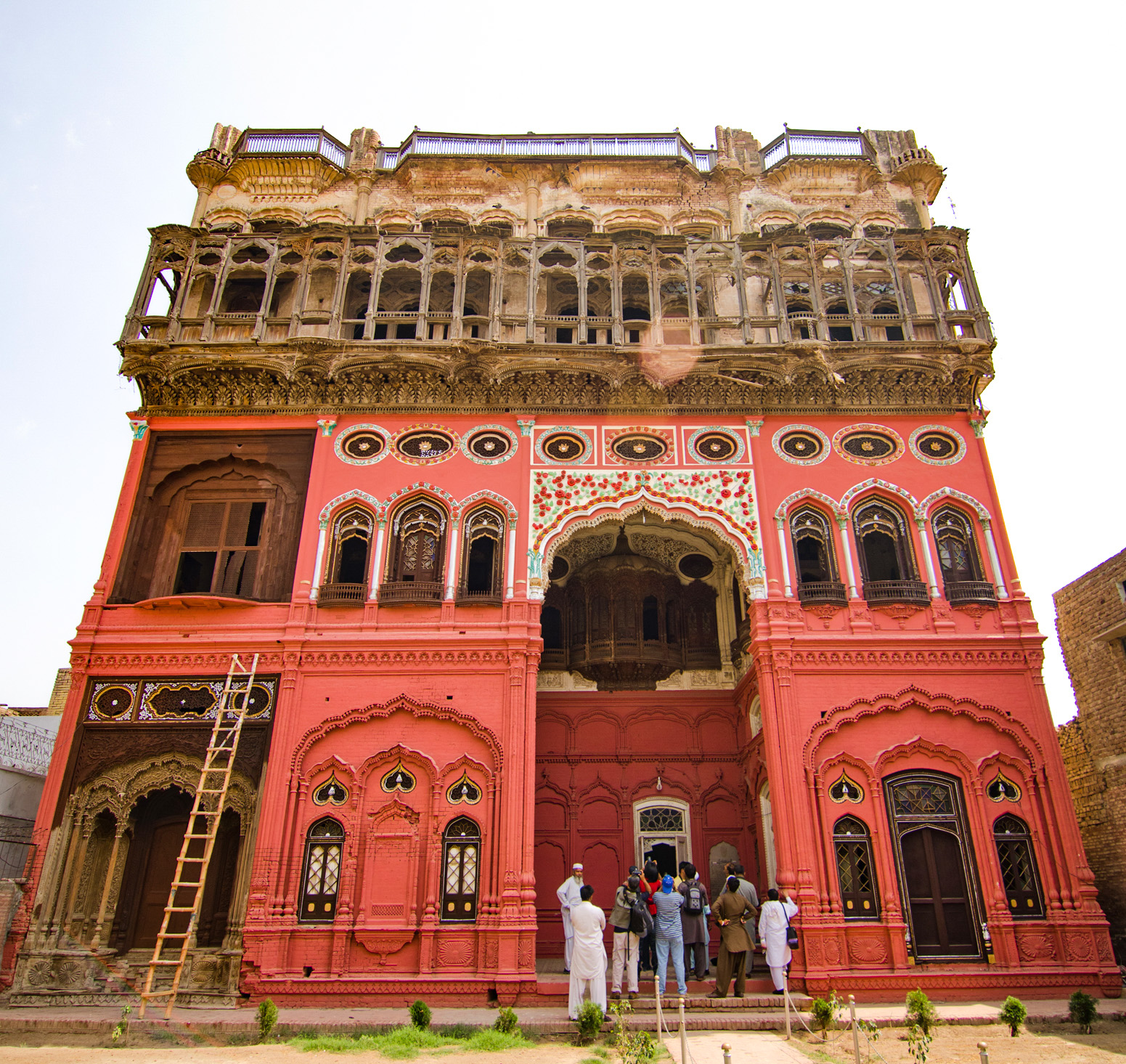
Haveli Pakisztánban

## Lakóházak beltere
A lakóházak belterét gyakran helyiségekre tagolják, ezeket funkciójuknak megfelelően nevezik el:
- folyosó: közlekedésre, mellékesen tárolásra használt helyiség, általában a központi bejárattól indul.
- lakószoba
- nappali
- dolgozószoba
- konyha
- fürdőszoba
- kamra
- WC vagy toalett
- tetőtér és/vagy padlás
- lépcső

## Környezetbarát házak
Egy ház építésekor több módon törekedhet a környezetbarát kialakításra. 
- Felhasznált anyagok olcsók, helyiek, kevés energiával előállíthatóak (pl. vályog), a környezeti cél mellett itt további előny, hogy ezáltal a kevésbé tehetőseknek is elérhető.
- Az épület fűtése, világítása lehetőleg szelíd energiával történik, pl. megfelelő tájolással napenergiával.
- A szigetelés tökéletesítésével csökkentik a felhasznált energiát.
- Szennyvízkezelés helyben megoldott, így a pl. a helyi talajba juttatja vissza a hasznos anyagokat (pl. foszfor)

A szalmabálák felhasználásával készülő és ezért nagyon olcsó, de Magyarországon engedélyezési problémák miatt nehezen építhető szalmabálaház, a kis behatással készült ház, növénytakaróval borított tetejű rendelkező ház. 
Több zöld szervezet, köztük pl. az agostyáni Természetes Életmód Alapítvány gyűjti a környezetbarát építkezési eljárásokat, a TEA segítségül hívja a történeti ökológiát, a régmúlt idők építkezési módjait is.
A passzívház a tökéletes hőszigeteléssel csökkenti radikálisan a fűtési energiát és ezért tekinthető környezetbarátnak. 
A Földhajó (Earthship) modell a felhasznált anyagok tekintetében az újrahasznosítást tekinti fő elvének.

## Képek

### Háztípusok

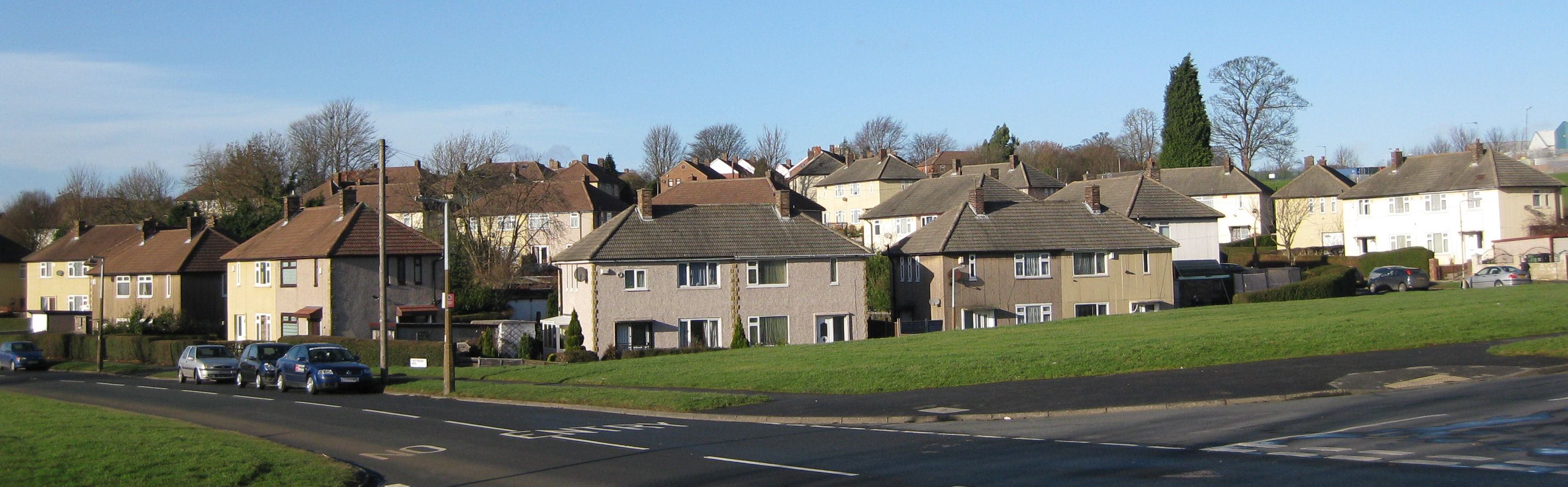
Angliai házak (Leeds külvárosa)
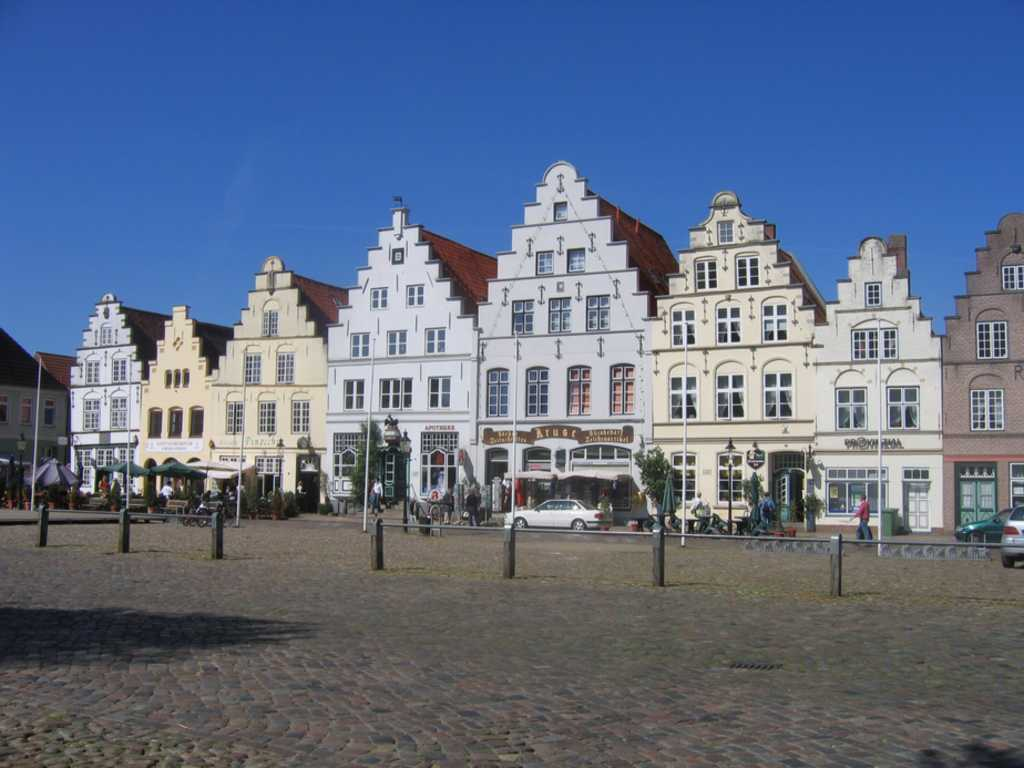
Friedrichstadti házak (Németország)
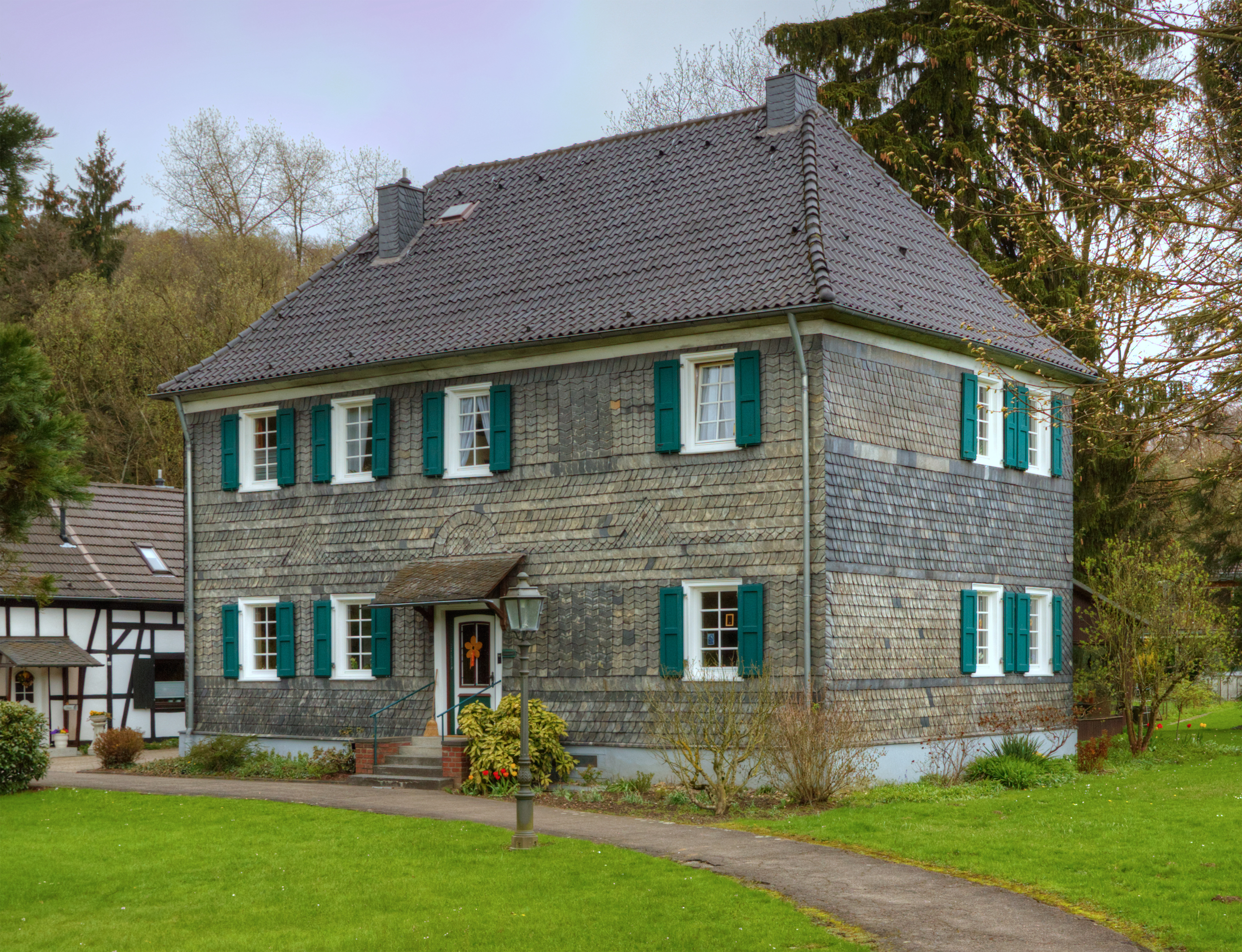
Németországi ház (Észak-Rajna-Vesztfália)
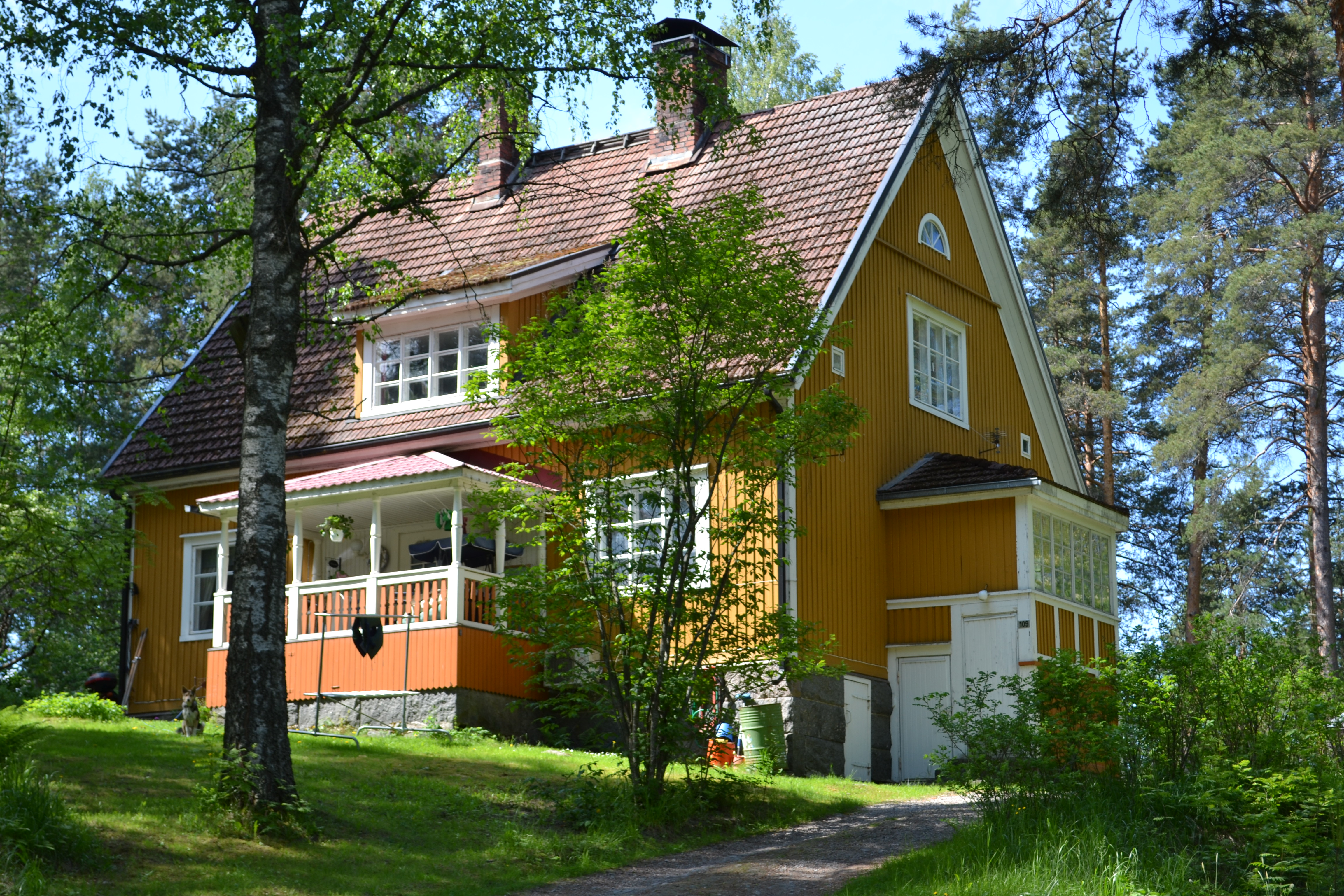
Finn hagyományos ház
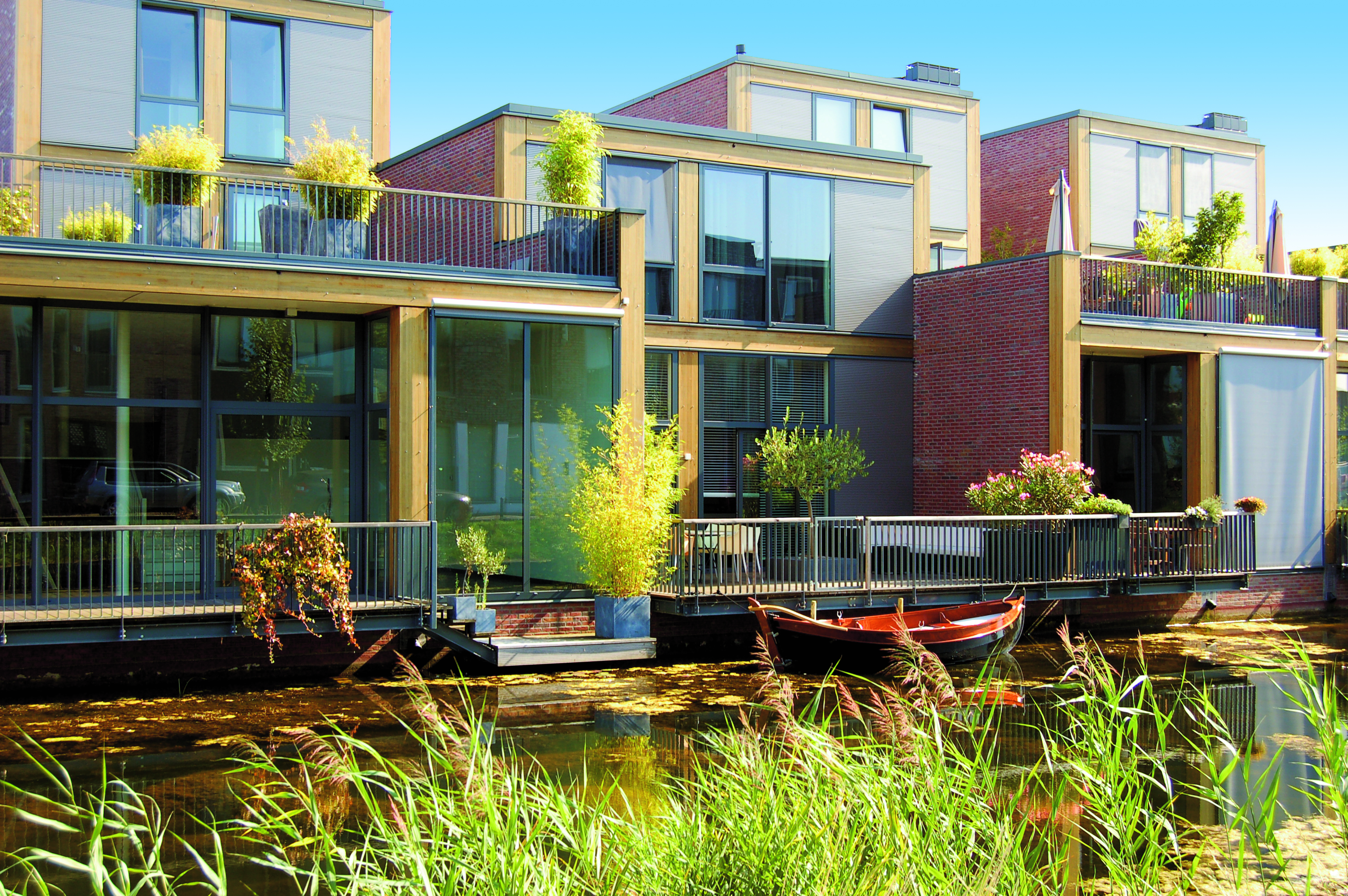
Energiahatékony házak Hollandiában
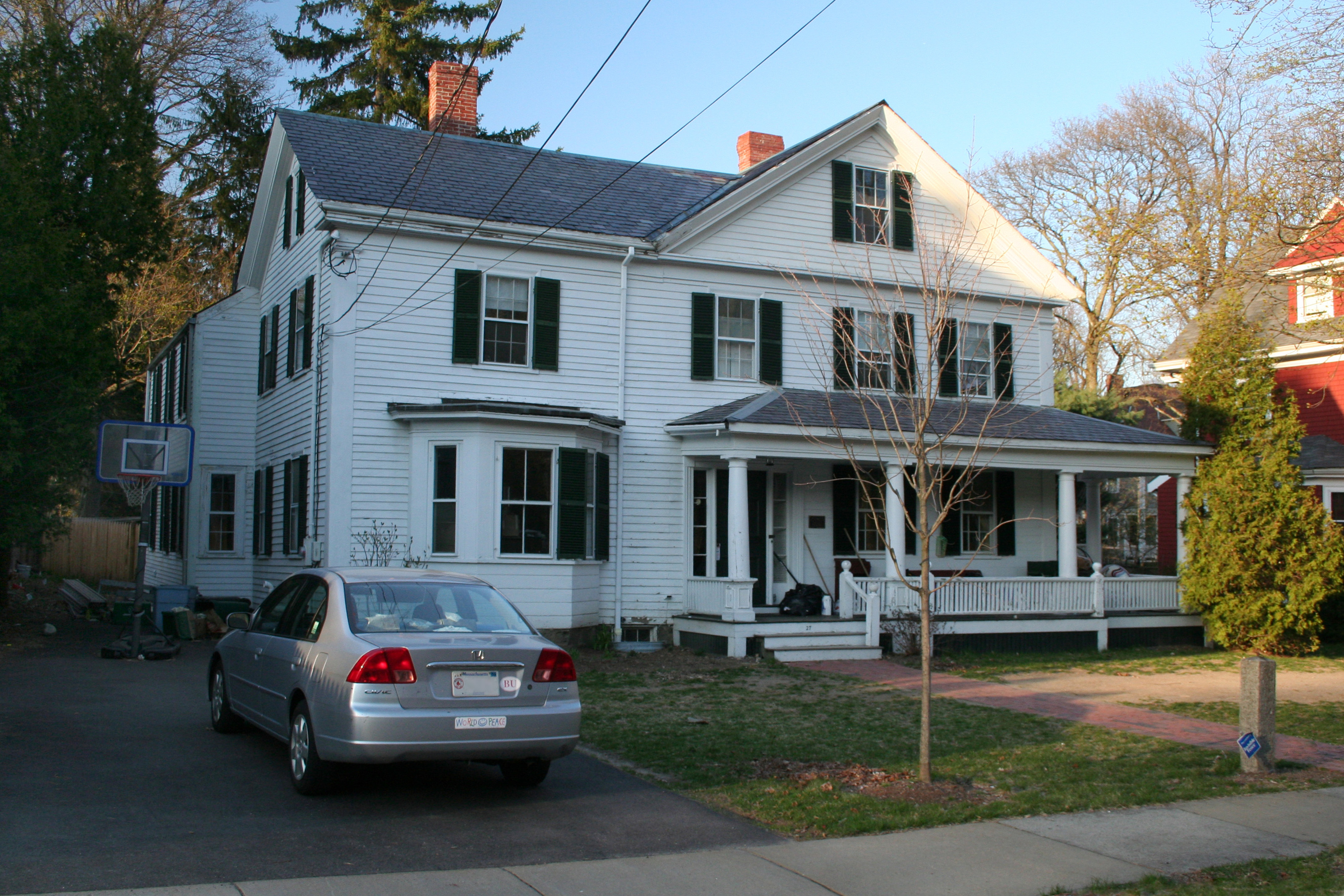
Amerikai ház (Massachusetts)

### Házépítés

Panelból épülő ház